# 4月1日
4月1日（しがつついたち）は、グレゴリオ暦で年始から91日目（閏年では92日目）にあたり、年末まであと274日ある。
日本や一部の国では4月1日は会計年度・学校年度の初日でなおかつ、学年の終わりに当たる。この日は政府機関、企業などで多くの制度の変更、新設、発足が行われ、異動や新入学などが起こることが多い。

## できごと

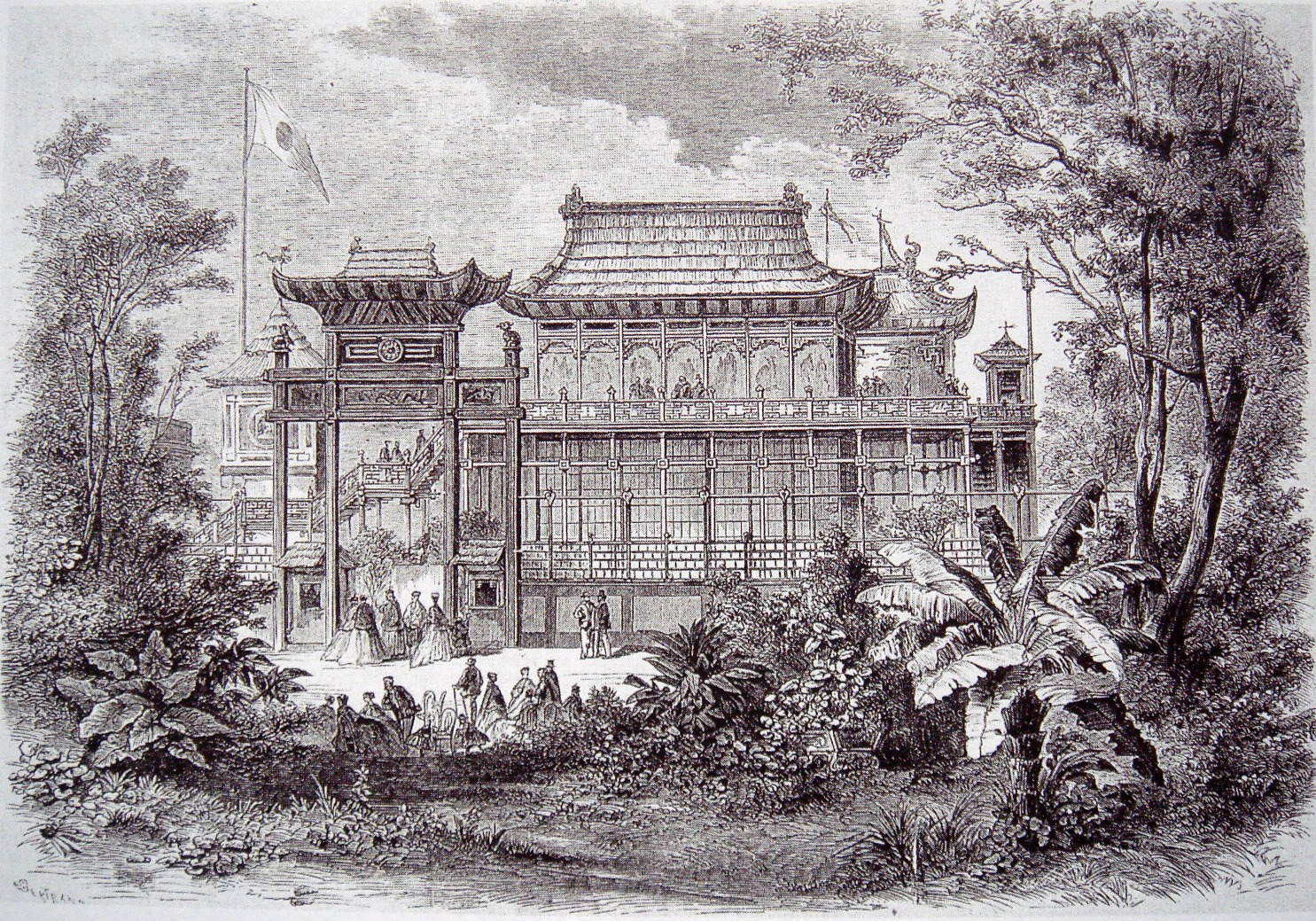
パリ万国博覧会開催(1867)。画像は日本と中国の出展。

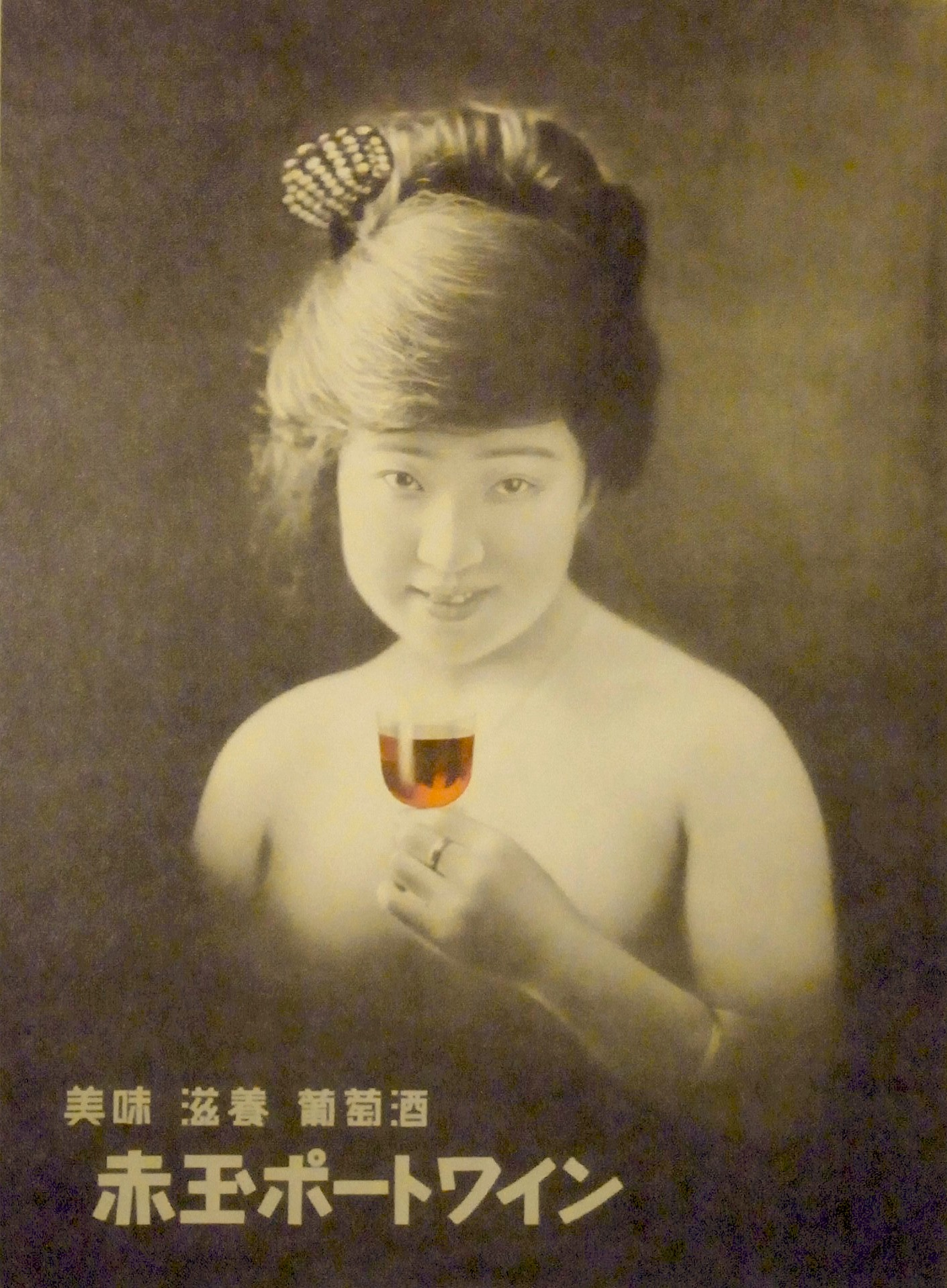
赤玉スイートワイン発売(1907)。画像のポスターは1922年のもの。

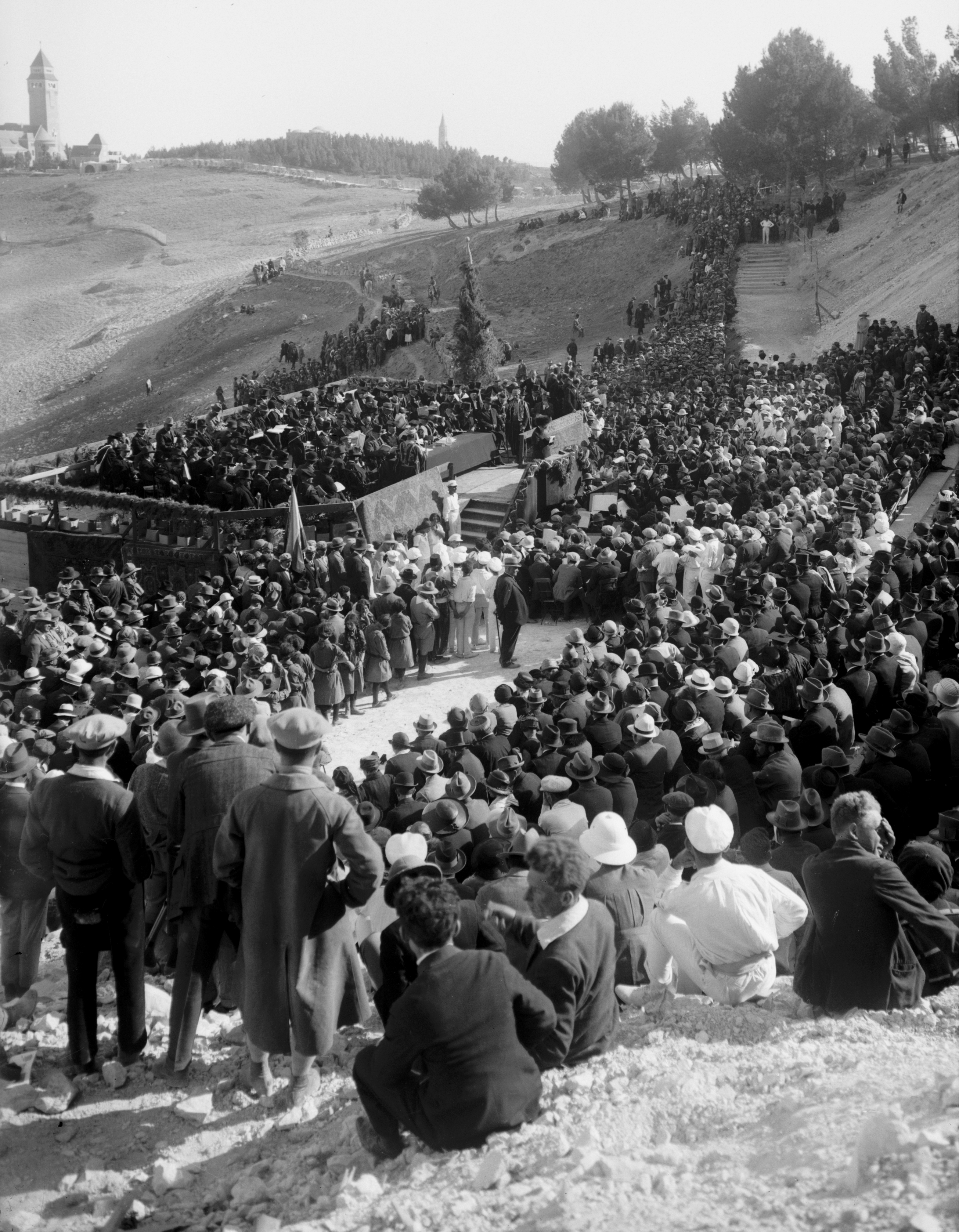
ヘブライ大学開学(1925)。画像は創立祝祭式典。

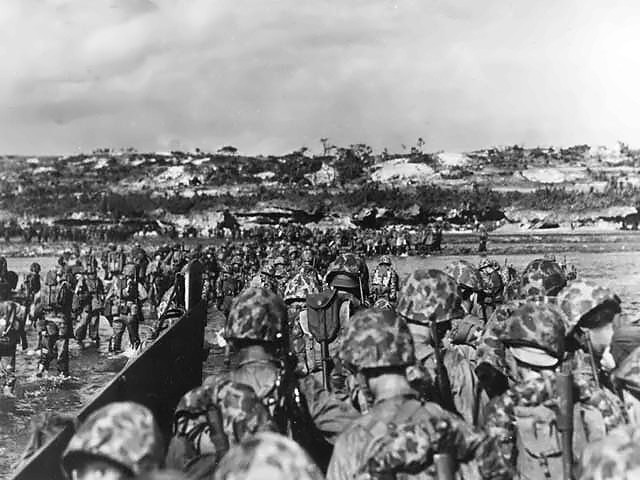
第二次世界大戦：沖縄戦、米軍が沖縄本島上陸(1945)。

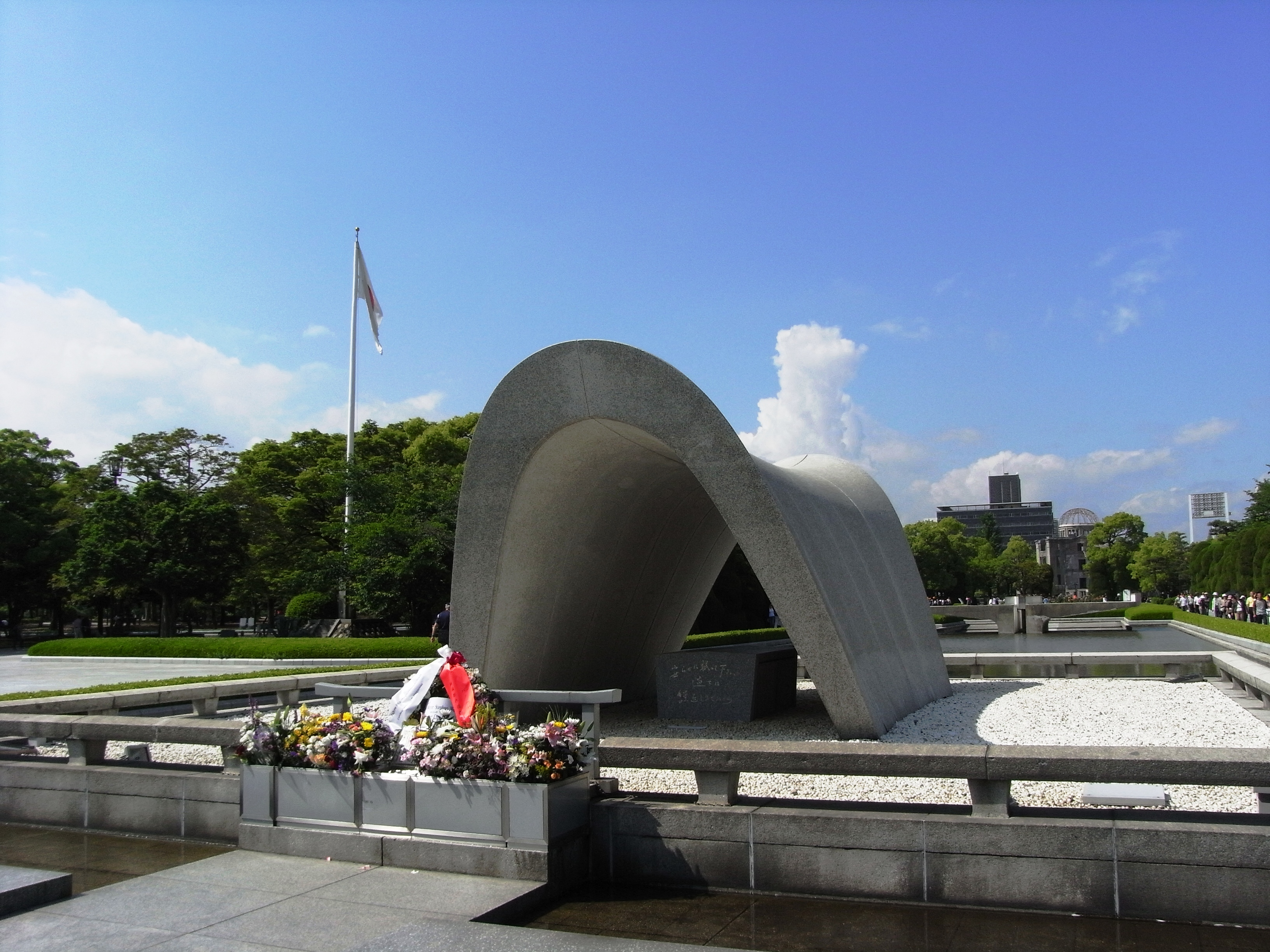
広島平和記念公園完成(1954)。

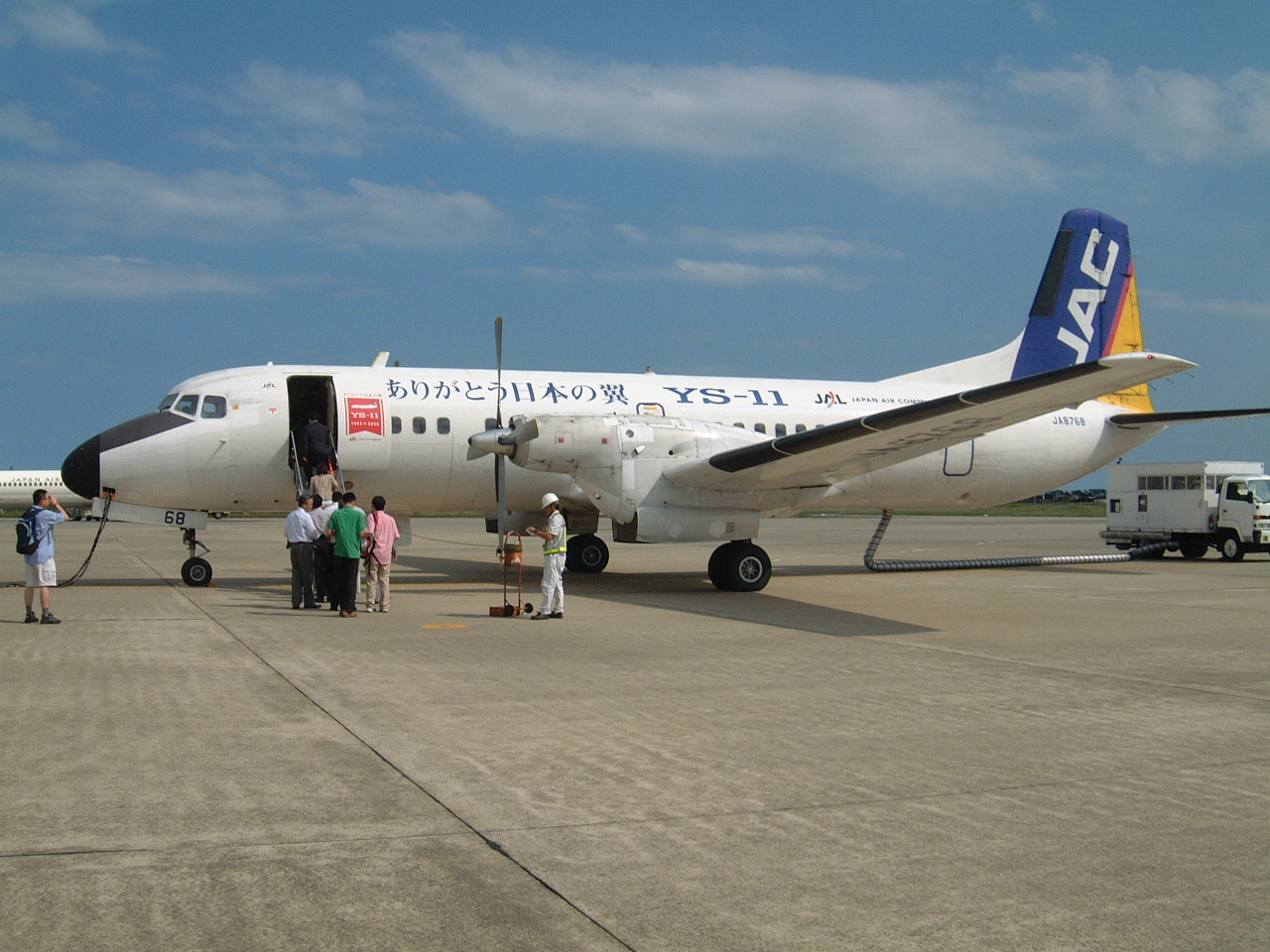
戦後初の日本国産旅客機YS-11初就航 (1965)。

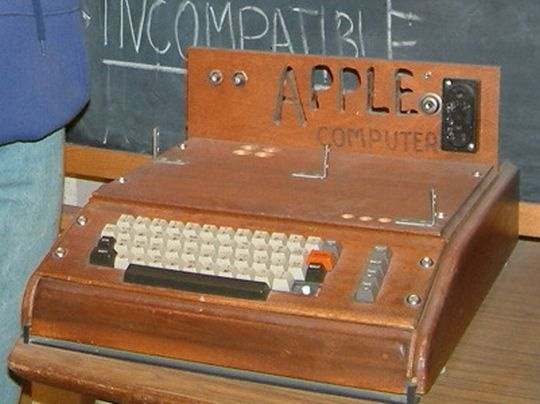
Apple Computer設立 (1976)。画像は同年発売のApple I。

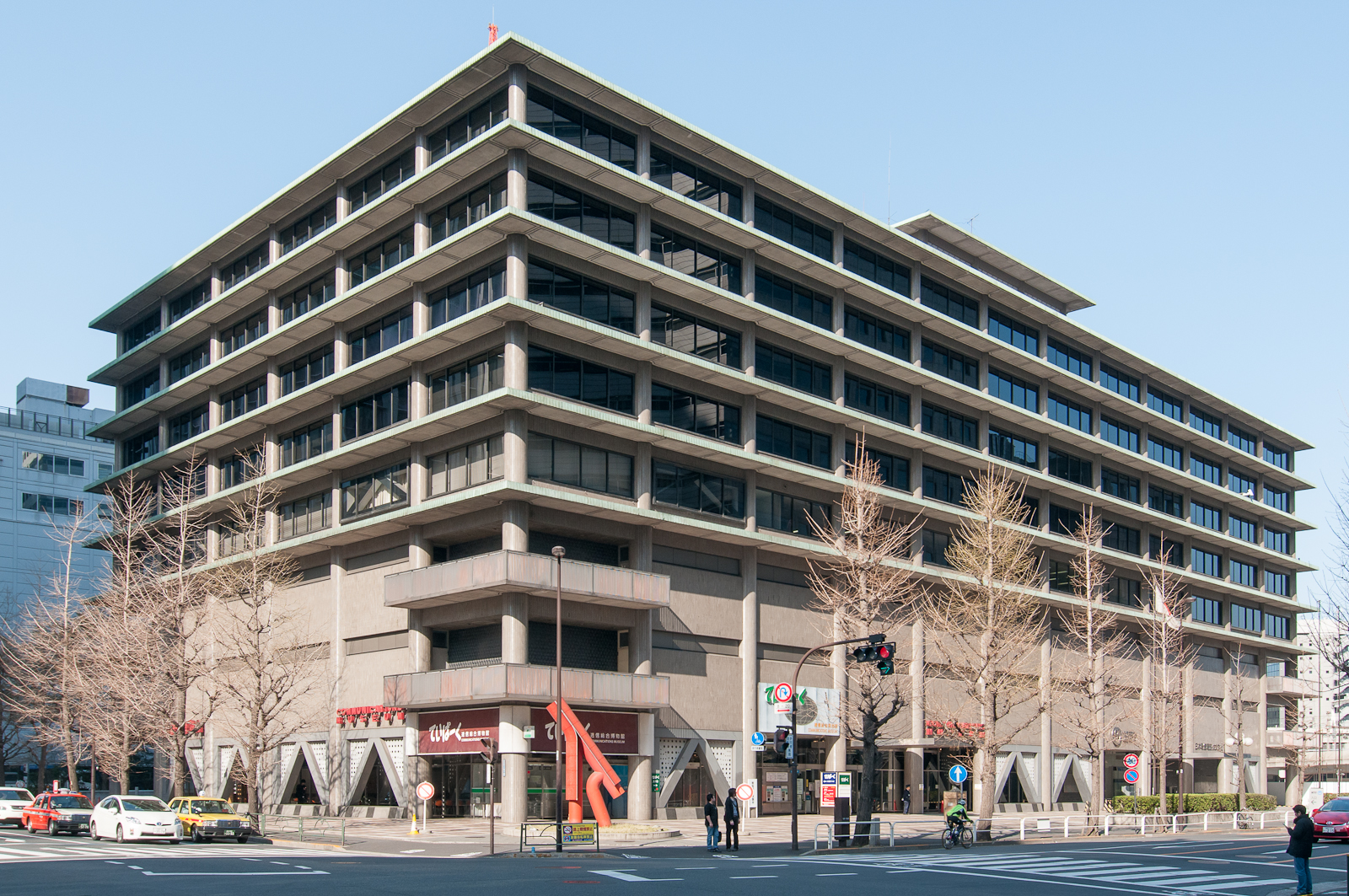
日本電信電話公社が民営化しNTT発足(1985)

JR発足(1987)。

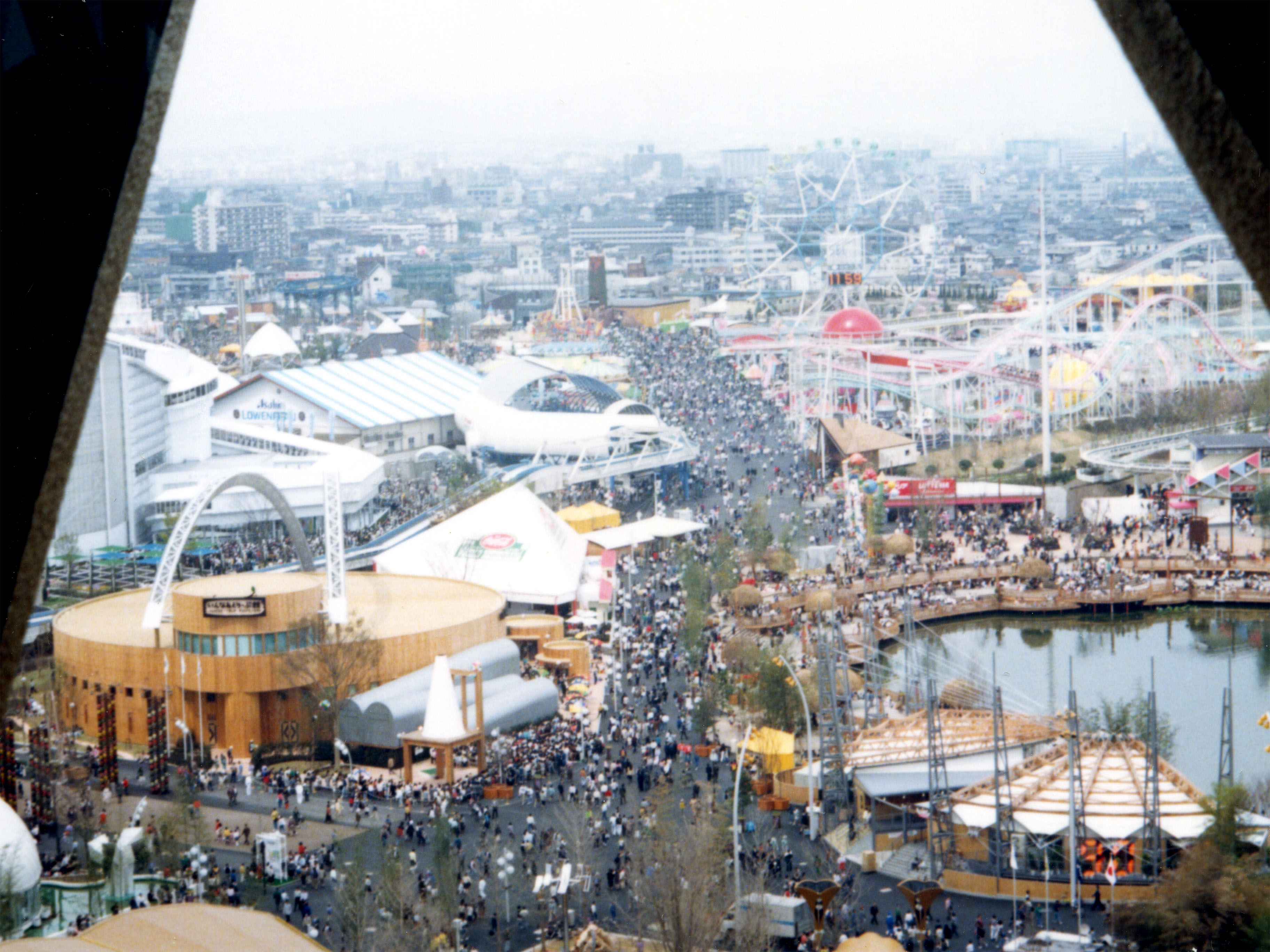
国際花と緑の博覧会開幕(1990)。

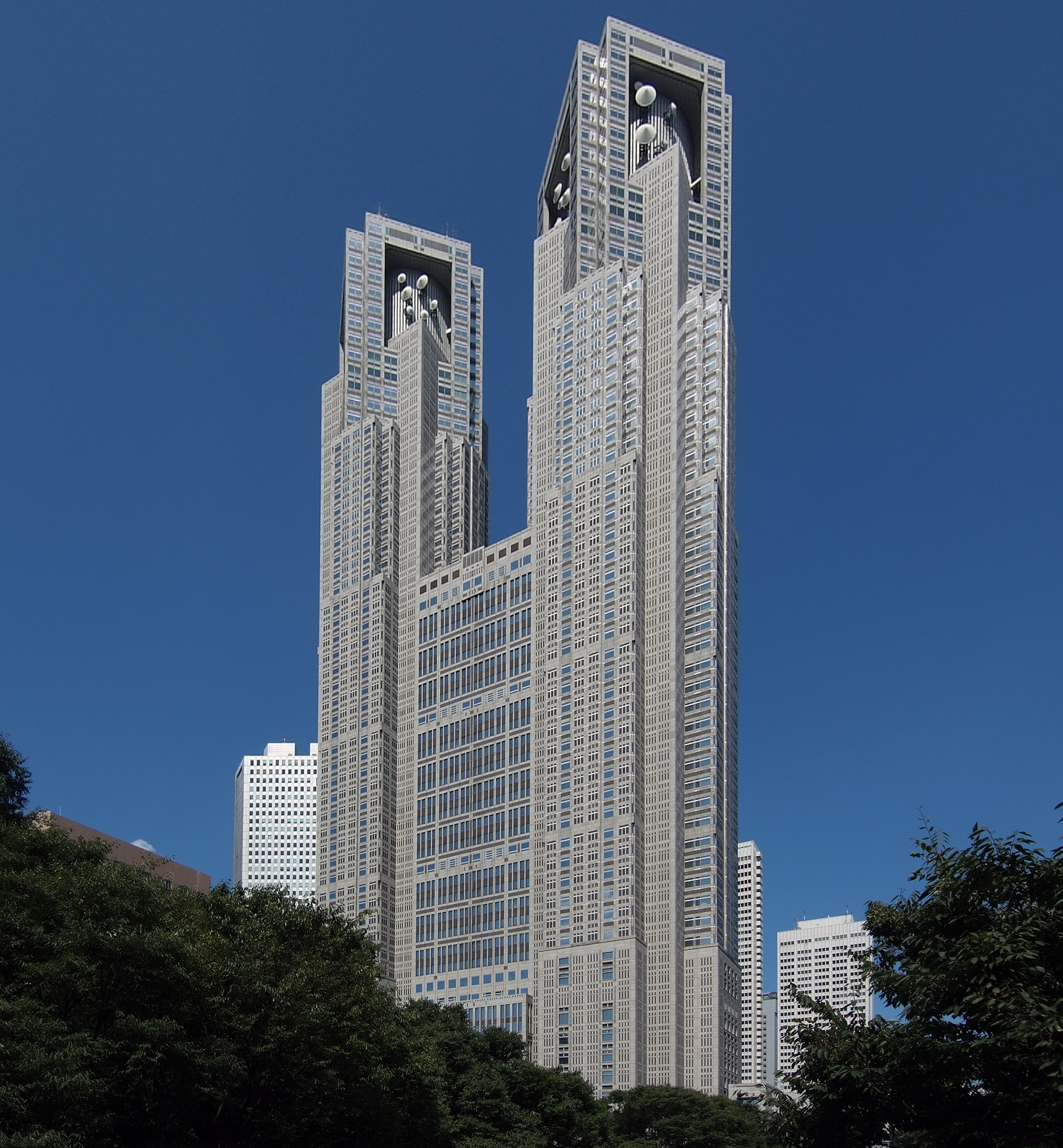
新東京都庁舎開庁(1991)。設計は丹下健三。

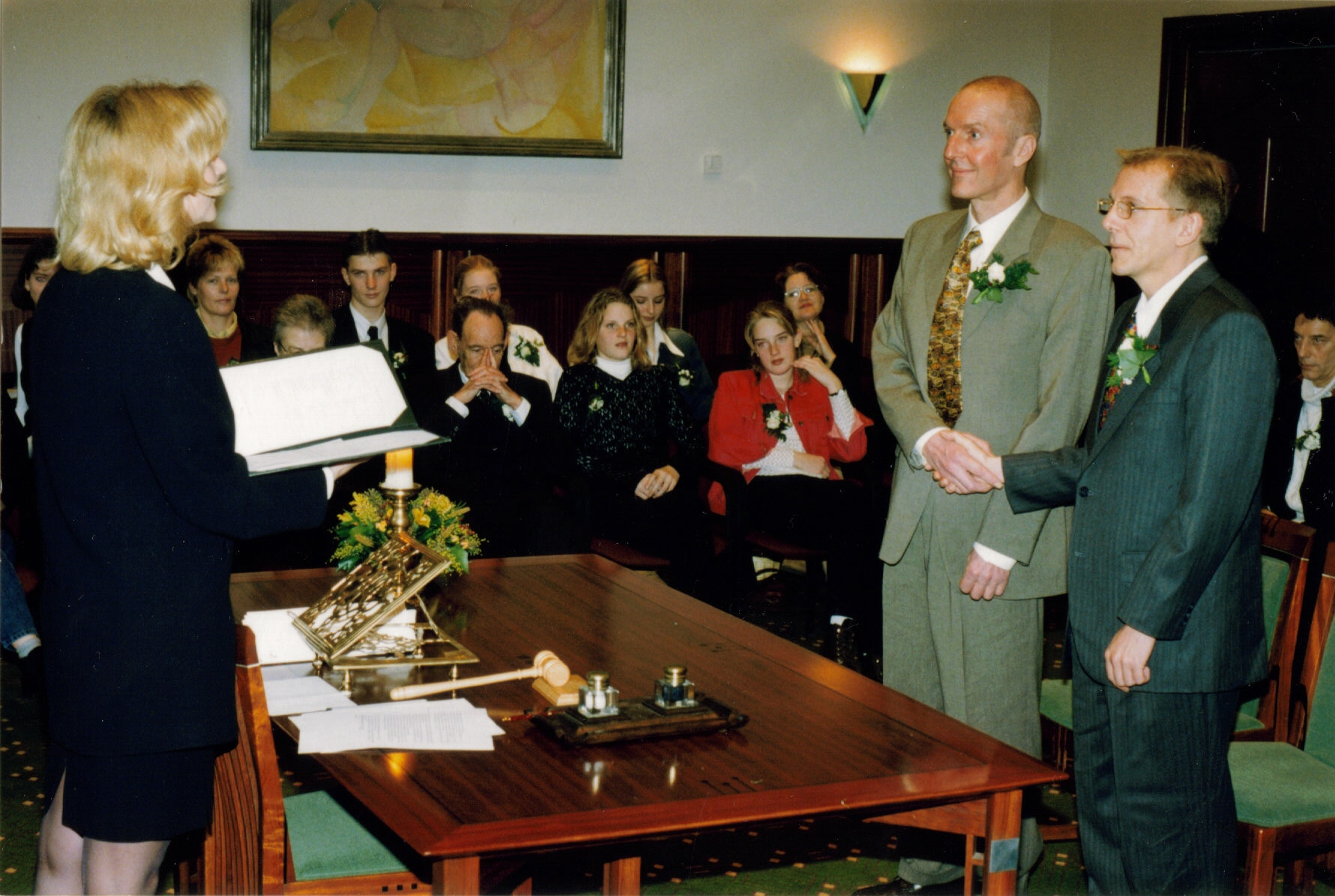
オランダで世界初の同性結婚法施行(2001)。画像はオランダの結婚式。

帝都高速度交通営団が民営化し東京メトロへ移行(2004)。

大阪市営地下鉄が民営化しOsaka Metroへ移行(2018)。

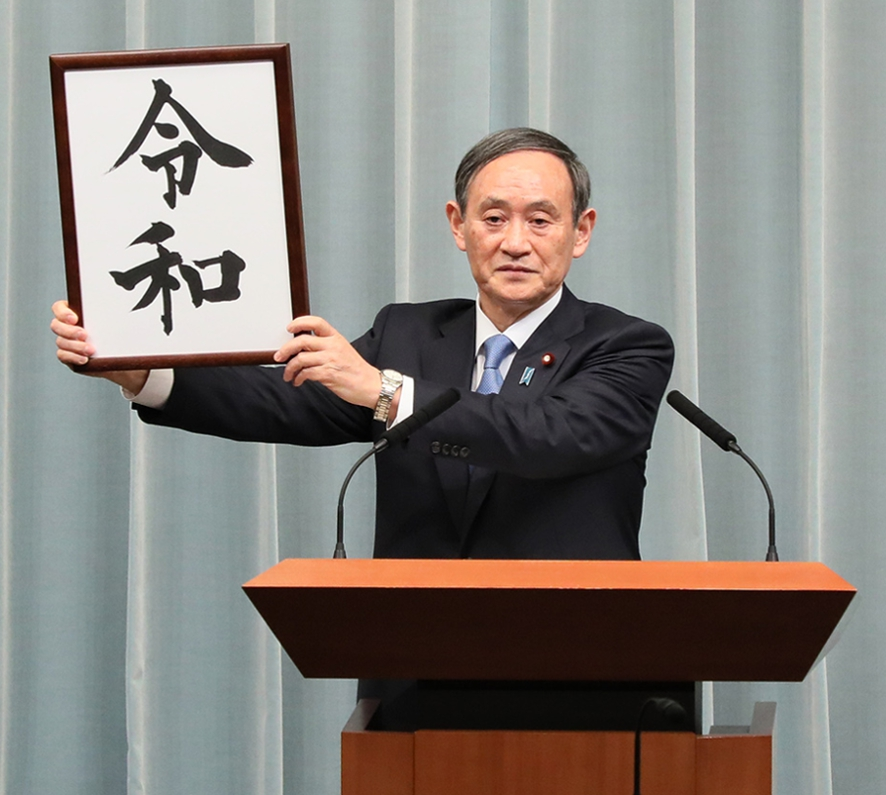
新元号「令和」の墨書を掲げる菅義偉内閣官房長官(2019)。

- 803年（延暦22年3月6日） - 征夷大将軍・坂上田村麻呂に志波城の築城命令。
- 1084年 - 神聖ローマ皇帝ハインリヒ3世の息子ハインリヒがハインリヒ4世として神聖ローマ皇帝に就任した。
- 1520年 - フェルディナンド・マゼラン艦隊の元船長、フアン・デ・カルタヘナらによる反乱。翌日に鎮圧。
- 1772年（明和9年/安永元年2月29日） - 明和の大火。
- 1810年 - ナポレオン・ボナパルトがオーストリア皇帝フランツ1世の娘マリ・ルイーズと再婚。
- 1853年 - インドのボンベイと郊外を結ぶ鉄道が開業。アジア初の鉄道。
- 1865年 - 南北戦争: ファイブフォークスの戦い
- 1867年 - パリ万国博覧会開幕。日本からは幕府と薩摩政府（薩摩藩）が出展。
- 1867年 - シンガポール等海峡植民地がイギリスの直轄植民地となる。
- 1873年 - 郵便料金が全国均一となる（書状は市内1銭・市外2銭）
- 1889年 - 市制・町村制施行。全国で31市が市制施行。
- 1893年 - 碓氷峠越えの官設鉄道・横川駅 - 軽井沢駅（後の信越本線、現在廃止）が開業。高崎駅 - 直江津駅が全通。
- 1897年 - 伝染病予防法公布。
- 1907年 - 樺太庁設置。
- 1907年 - 南満洲鉄道（満鉄）が営業を開始。
- 1907年 - 寿屋（現・サントリーホールディングス）が赤玉ポートワイン（現・赤玉スイートワイン）を発売。
- 1912年 - 吉本吉兵衛・せい夫婦が寄席小屋「第二文芸館」の経営に参画。吉本興業創業。
- 1913年 - 北陸本線が全通。
- 1914年 - 宝塚少女歌劇（現在の宝塚歌劇団）が初公演[1]。
- 1918年 - 陸軍航空隊と海軍航空隊を統合してイギリス空軍が発足。
- 1918年 - 北海道帝国大学（現在の北海道大学）設立。
- 1921年 - 北大阪電気鉄道（現・阪急電鉄京都本線・千里線）十三駅 - 豊津駅間が開業。
- 1920年 - 建設中の丹那トンネル（現東海道本線）で崩落事故。16人が死亡するも同月8日に17人救出[2]。
- 1924年 - 第1回選抜中等学校野球大会が開幕。
- 1925年 - ヘブライ大学開校。
- 1927年 - 小田原急行鉄道・新宿駅 - 小田原駅（現・小田急小田原線）が開業。
- 1933年 - 満洲国が非承認国に対して門戸閉鎖。
- 1937年 - アデンがイギリスの直轄植民地となる。
- 1938年 - 国家総動員法公布。
- 1939年 - フランシスコ・フランコがスペイン内戦の終結を宣言。
- 1939年 - 十二試艦上戦闘機（のちの零式艦上戦闘機）が初飛行。
- 1940年 - 勤労所得の源泉徴収が始まる。
- 1941年 - 国民学校令施行。小学校を国民学校に改称。
- 1942年 - 第二次世界大戦: 日本放送協会が米軍向け放送「ゼロ・アワー」を開始。女性アナウンサー東京ローズが米軍兵士の間で話題となる。開始年月日については1943年3月20日とする資料もある[3]。
- 1942年 - 外国人の永代借地権が撤廃。安政5年以来続いていた永代貸借権（地租の負担が不要）が解消され、一般的な土地所有権に変更された[4]。
- 1943年 - 第一銀行と三井銀行が合併して帝国銀行が発足。
- 1944年 - 第二次世界大戦: 米軍が中立国スイスのシャフハウゼンを誤爆して40人の死者。（第二次世界大戦中のスイスへの空襲）
- 1945年 - 第二次世界大戦・沖縄戦:米軍が沖縄本島に上陸。
- 1945年 - 阿波丸事件。
- 1946年 - アリューシャン地震が発生、アラスカ・ハワイを津波が襲来。初めて「Tsunami」の呼称が国際的に使われる。
- 1947年 - 教育基本法・学校教育法施行。6・3制の新学制を実施。
- 1948年 - ソ連の軍政当局が西ベルリンに入る人や貨物の検問を開始。（ベルリン封鎖）
- 1948年 - 児童福祉法全面施行。
- 1948年 - 新制高等学校が発足。
- 1949年 - ニューファンドランド島がカナダの連邦政府に加入。
- 1949年 - エールがイギリス連邦を脱退し、アイルランド共和国成立。
- 1949年 - 東京証券取引所設立。
- 1951年 - 沖縄の琉球列島米国民政府が琉球臨時中央政府を設立。
- 1952年 - 琉球政府が発足。
- 1952年 - 神戸放送（現・ラジオ関西）開局。
- 1953年 - 保安大学校（現在の防衛大学校）が開校。
- 1954年 - 広島平和記念公園完成。
- 1954年 - 琉球放送ラジオ開局。
- 1955年 - ラジオ東京テレビ（KRT、後の東京放送→TBSテレビ）開局。
- 1957年 - 北海道初の民放テレビ局・北海道放送（HBC）テレビが札幌で開局。
- 1958年 - 売春防止法の罰則規定を施行。
- 1959年 - 東北地方初の民放テレビ局・東北放送開局。この他、NHK福島放送局、札幌テレビ放送、北日本放送、NHK大阪教育テレビジョン、ラジオ中国（現・中国放送）、四国放送、ラジオ高知（現・高知放送）、ラジオ熊本（現・熊本放送）、ラジオ南日本（現・南日本放送）の9局のテレビ局、ならびに和歌山放送ラジオ、以上10局が開局。
- 1960年 - 東京スポーツが創刊[5]。
- 1960年 - 東海ラジオ放送が開局。
- 1960年 - アメリカが2台のテレビカメラを搭載した世界初の気象衛星「TIROS(タイロス)1号」(The Television Infrared Observation Satellite Program)を打上げ[6]。
- 1960年 - 国連安保理が決議134を採択。同年3月21日に発生したシャープビル虐殺事件を強く非難。
- 1962年 - 高等専門学校が設置される。
- 1964年 - 日本の海外渡航が自由化。
- 1964年 - NETテレビ（現在のテレビ朝日）で『木島則夫モーニングショー』が放送開始。日本初のワイドショー。
- 1965年 - 戦後初の日本国産旅客機YS-11の国内初就航（東京 - 徳島 - 高知）。
- 1965年 - 朝日新聞夕刊にサトウサンペイの4コマ漫画『フジ三太郎』が連載開始（1979年1月に朝刊に移行、1991年9月30日連載終了）。
- 1966年 - 日本テレビ（NTV）、読売テレビ（ytv）などを中心として日本ニュースネットワーク（NNN）発足。加盟19局。
- 1967年 - アメリカ合衆国運輸省が業務開始。
- 1969年 - 板橋浄水場廃止。
- 1969年 - UHF（アナログ）を親局とする民放テレビ局が日本各地に開局。この日開局したのは、長野放送、富山テレビ放送、石川テレビ放送、中京ユー・エッチ・エフテレビ放送（現・中京テレビ放送）、近畿放送（現・京都放送）、岡山放送[注 1]、瀬戸内海放送、福岡放送、サガテレビ、テレビ長崎、テレビ熊本、鹿児島テレビ放送、以上12局。
- 1971年 - 京王相模原線の京王多摩川駅 - 京王よみうりランド駅間が開業。
- 1972年 - テレビ神奈川(tvk)、北海道文化放送、びわ湖放送開局。
- 1975年 - テレビアニメ『まんが名作劇場サザエさん』（火曜版サザエさん）放送開始。
- 1976年 - Apple Computerがスティーブ・ジョブズとスティーブ・ウォズニアックにより設立される。
- 1977年 - 日本教育テレビ（NETテレビ）が「全国朝日放送」に社名変更（愛称・テレビ朝日）。
- 1979年 - イラン革命: イランでイスラム共和制を宣言しイラン・イスラム共和国が成立。
- 1980年 - 80年代を代表するアイドル歌手として松田聖子がメジャー・デビュー。
- 1982年 - 初代500円硬貨（白銅）発行。その後2000年8月1日に2代目、2021年11月1日に3代目が発行される[7]。
- 1982年 - 読売新聞朝刊に植田まさしの4コマ漫画『コボちゃん』が連載開始（現在も連載継続中）。
- 1984年 - 三陸鉄道開業。
- 1985年 - 日本電信電話公社が民営化、日本電信電話（NTT）発足。
- 1985年 - 日本専売公社が民営化、日本たばこ産業（JT）発足。
- 1985年 - 放送大学の授業開始。
- 1985年 - 『夕やけニャンニャン』の放送がスタート。
- 1986年 - 男女雇用機会均等法施行。
- 1986年 - 400ml献血と成分献血がスタート。
- 1987年 - 日本国有鉄道（国鉄）が分割民営化、JRグループ7社が発足[8]。
- 1989年 - 日本で消費税導入。税率3%。なお、郵便料金も同時に3%分引き上げられた。
- 1990年 - 大阪市で国際花と緑の博覧会開幕。9月30日まで。
- 1991年 - 東京都庁舎が千代田区丸の内から現在の新宿区西新宿に移転する。
- 1991年 - 日本初の民間衛星テレビ局・WOWOW（当時の正式社名・JSB日本衛星放送）本放送開始。有料テレビ放送の先駆け。
- 1991年 - 日本初のストラップ用の穴が開けられた携帯電話「ムーバTZ-804」が発売。
- 1991年 - TXN九州（現・TVQ九州放送）などテレビ4局が開局。
- 1992年 - ボスニア・ヘルツェゴビナ紛争勃発。
- 1995年 - 阪神・淡路大震災で不通になっていたJR神戸線が全線復旧。
- 1996年 - 東京国際展示場（東京ビッグサイト）が開場。
- 1996年 - 東京三菱銀行発足。
- 1996年 - 国内初の商用検索サイト「Yahoo! JAPAN」がサービスを開始。
- 1996年 - 日本初のインターネット株取引（オンライントレード）を大和証券が開始。
- 1996年 - 「らい予防法の廃止に関する法律」が施行。
- 1997年 - 日本の消費税率が3%から5%に増税される。
- 1997年 - さくらんぼテレビジョン、高知さんさんテレビ開局。
- 1997年 - ゲームソフト『ポケットモンスター』を原作としたテレビアニメ『ポケットモンスター』第1シリーズがテレビ東京系列で放送開始。
- 1998年 - 日本版金融ビッグバンスタート。
- 1999年 - カナダでノースウエスト準州の一部を分割してイヌイットの自治準州・ヌナブト準州を創設。
- 2000年 - 介護保険制度・成年後見制度施行（高齢化社会のための制度）。
- 2000年 - 愛知国際放送（RADIO-i）開局。
- 2001年 - 戦争犯罪の罪に問われていたユーゴスラビア大統領スロボダン・ミロシェヴィッチが警察の特殊部隊に投降。
- 2001年 - 三井住友銀行が発足[9]。
- 2001年 - 世界で初めてオランダが同性結婚法を施行。
- 2001年 - 海南島事件: アメリカ海軍の電子偵察機EP-3Eと中国人民解放軍海軍のJ-8II戦闘機が空中衝突し、中国海軍のJ-8Ⅱが海中へ墜落[10]。
- 2002年 - みずほ銀行、みずほコーポレート銀行が発足。初日からコンピュータシステムのトラブルが相次ぐ。
- 2002年 - DV防止法が全面施行。
- 2002年 - 学習指導要領の見直しが図られ、完全週5日制のゆとり教育スタート。
- 2003年 - 郵政事業庁が日本郵政公社に。
- 2004年 - 日本航空が日本航空インターナショナル、日本エアシステムが日本航空ジャパンに。
- 2004年 - 帝都高速度交通営団が民営化され、東京地下鉄株式会社（東京メトロ）に移行する。
- 2004年 - 日本育英会、財団法人日本国際教育協会、財団法人内外学生センター、国際学友会、財団法人関西国際学友会が合併し、日本学生支援機構設立。
- 2005年 - 個人情報保護法全面施行。
- 2005年 - ペイオフ全面解禁。
- 2006年 - 地上デジタルテレビ放送が始まっている地域の放送区域で、ワンセグが本放送開始。
- 2006年 - 地域団体商標登録出願受付開始。
- 2006年 - ハイウェイカード廃止。
- 2007年 - 学校教育法の一部が改正される。
- 2009年 - 教員免許の更新制度が始まる。
- 2009年 - 東京放送（TBS）が日本で2番目となる放送持株会社に移行、「東京放送ホールディングス」（略称・TBSHD、現・TBSホールディングス）に商号変更。旧東京放送のテレビ放送免許および放送事業などの現業全般を「株式会社TBSテレビ」（2000年法人設立）へ承継。
- 2009年 - 日本通運が「ペリカン便」に関わる事業をJPエクスプレスに譲渡。
- 2009年 - アルバニアとクロアチアがNATOに加盟。
- 2010年 - 東京証券取引所で第一生命保険株が初上場。
- 2011年 - 大相撲八百長問題で日本相撲協会は八百長に関与したと見られる力士、親方への処分を発表した[11]。
- 2012年 - 大韓民国京畿道水原市でバラバラ殺人事件が発生。
- 2013年 - 中部日本放送（CBC）がラジオ事業の放送免許を「株式会社CBCラジオ」へ承継、これに伴いCBCテレビのコールサインが「JOAR-DTV」から「JOGX-DTV」に変更される。
- 2014年 - 日本の消費税率が5%から8%に増税される[12]。
- 2014年 - テレビ朝日（旧法人）が在京キー局では最後となる放送持株会社に移行し、商号をテレビ朝日ホールディングスに変更、テレビ放送免許をテレビ朝日（新法人）に承継する。
- 2014年 - 中部日本放送（CBC）が放送持株会社に移行、テレビ放送免許および放送事業などの現業全般を、会社分割により設立された「株式会社CBCテレビ」へ承継。
- 2015年 - 同性カップルを「結婚に相当する関係」と認める「パートナーシップ証明書」を発行するための日本で初めての『渋谷区男女平等及び多様性を尊重する社会を推進する条例』が、渋谷区で施行[13]。
- 2016年 - 障害を理由とする差別の解消の推進に関する法律が施行。障害者差別の禁止、障害者に対して日本国政府や事業者などが合理的配慮を求められる。
- 2016年 - 日本の電力自由化が家庭用途まで適用される。10大電力会社（北海道電力・東北電力・東京電力・中部電力・北陸電力・関西電力・中国電力・四国電力・九州電力・沖縄電力）の電力地域独占販売が崩れ、日本における電力販売自由化が100%に達する。
- 2016年 - RKB毎日放送（旧法人）が放送持株会社に移行、「RKB毎日ホールディングス」に商号変更。テレビ・ラジオの放送免許および放送事業などの現業全般を会社分割により設立された新法人の「RKB毎日放送」へ承継。
- 2017年 - 都市ガスの小売全面自由化が家庭用途まで適用される。一般ガス事業者による地域独占販売が崩れることになった。
- 2017年 - 富士重工業が「SUBARU」に商号変更[14]。
- 2017年 - 毎日放送（MBS）が、複数の放送局を傘下に置く放送持株会社「MBSメディアホールディングス」に移行、商号を変更した。テレビ・ラジオの放送免許および放送事業などの現業全般は、会社分割により設立された新法人の「毎日放送」（2代目）へ承継された。
- 2018年 - 大阪市交通局が民営化され、市営地下鉄事業は大阪市高速電気軌道株式会社（Osaka Metro）に、市営バス事業は大阪シティバス株式会社に移行する[15]。
- 2019年 - 「元号を改める政令 (平成三十一年政令第百四十三号)」が公布され、平成に代わる新しい元号が「令和」であることが菅義偉内閣官房長官によって発表される[16]。
- 2019年 - 三井生命保険株式会社が大樹生命保険株式会社に社名変更[17]。
- 2020年 - 日本で健康増進法が大きく改正され、喫煙のルールがより一層厳しくなる[18]。
- 2022年 - 民法の定める成年年齢が20歳から18歳に引き下げられる。2002年4月2日から2004年4月1日に生まれた人は、この日をもって成人となる[19]。
- 2022年 - 少年法が改正され、18、19歳(特定少年)が「死刑、無期または1年以上の懲役・禁錮の罪」を犯した場合、家庭裁判所から逆送後起訴された段階で実名や顔写真などの報道が可能になる[20]。
- 2024年 - 2024年問題: 働き方改革により、残業時間の厳格化がスタート[21]。
- 2025年 - 準大手私鉄だった新京成電鉄が京成電鉄に、泉北高速鉄道が南海電鉄にそれぞれ吸収合併。運営していた鉄道路線は前者は京成松戸線として、後者は南海泉北線に路線名が変更となった[22][23]。

## 誕生日

### 人物

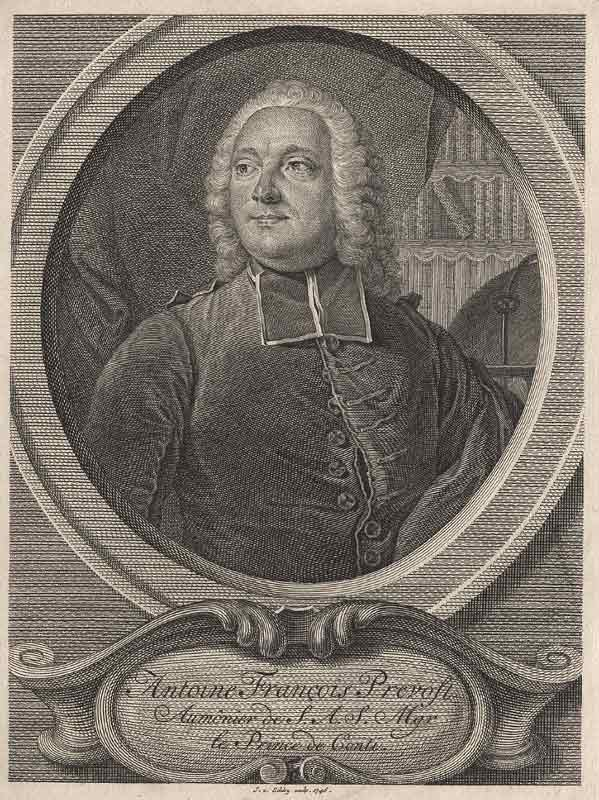
小説『マノン・レスコー』(1731)の作者アベ・プレヴォ(1697-1763)誕生。

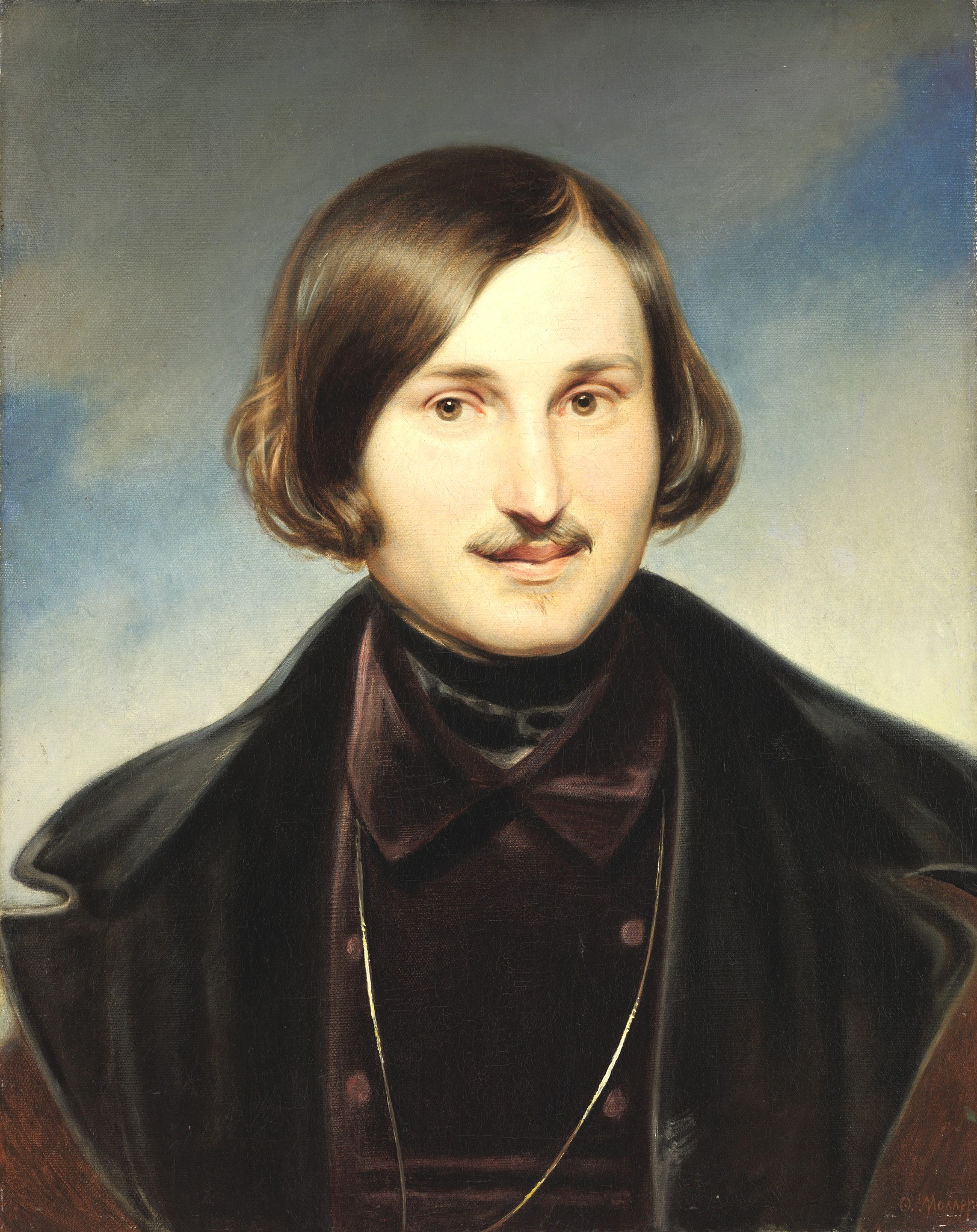
小説家ニコライ・ゴーゴリ(1809-1852)誕生。

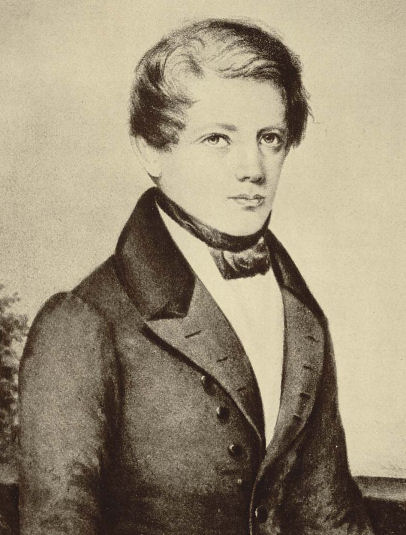
ドイツ帝国初代帝国宰相オットー・フォン・ビスマルク(1815-1898)誕生。画像は21歳の若きビスマルク。

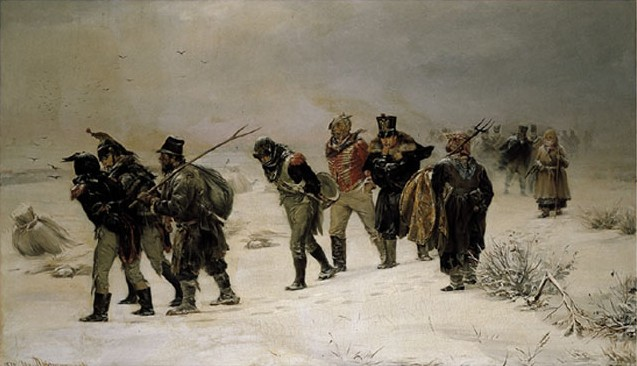
移動派の画家イラリオン・プリャニシニコフ(1840-1894)誕生。画像は『1812年』(1874)

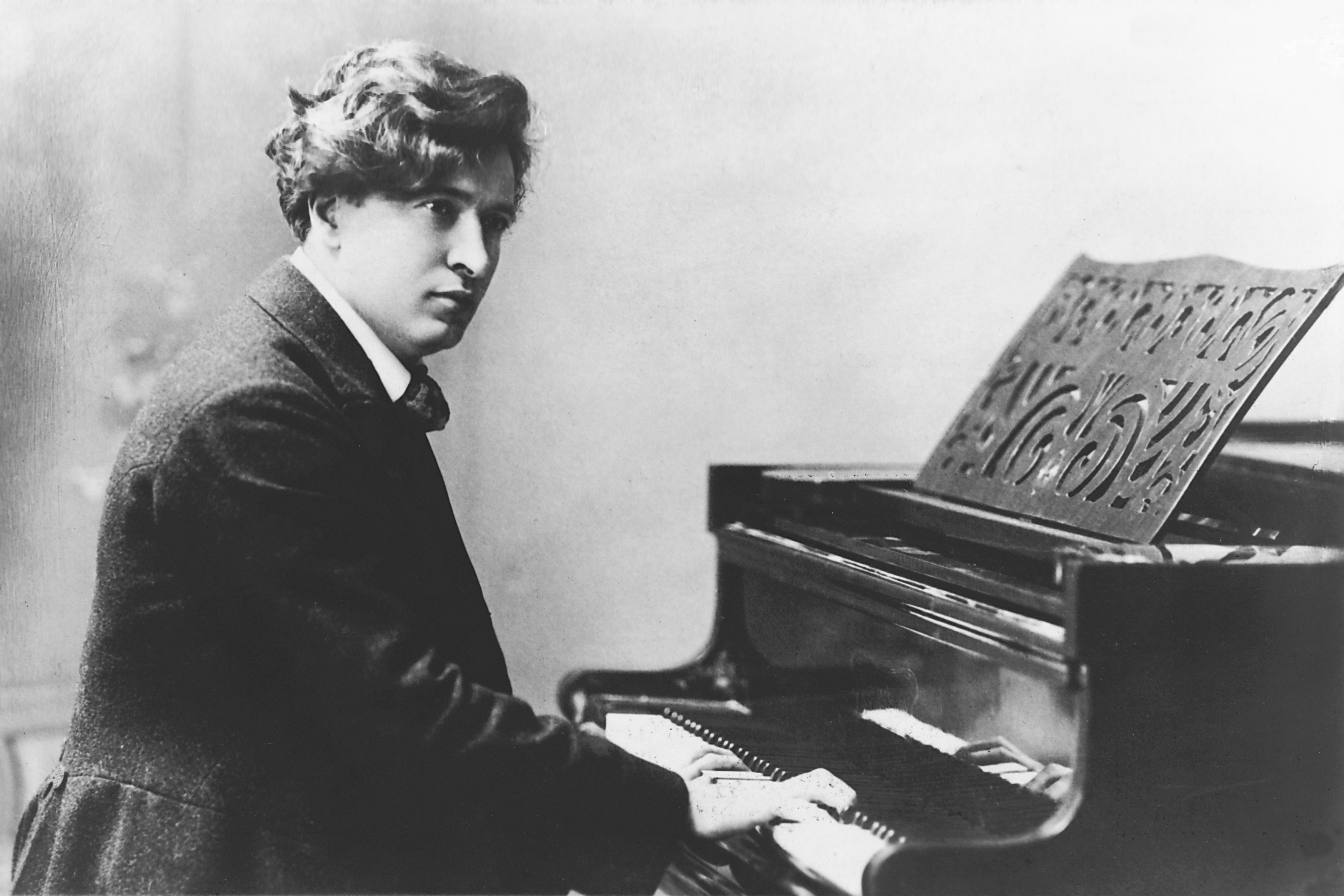
新古典主義音楽を提唱した音楽家フェルッチョ・ブゾーニ(1866-1924)誕生。

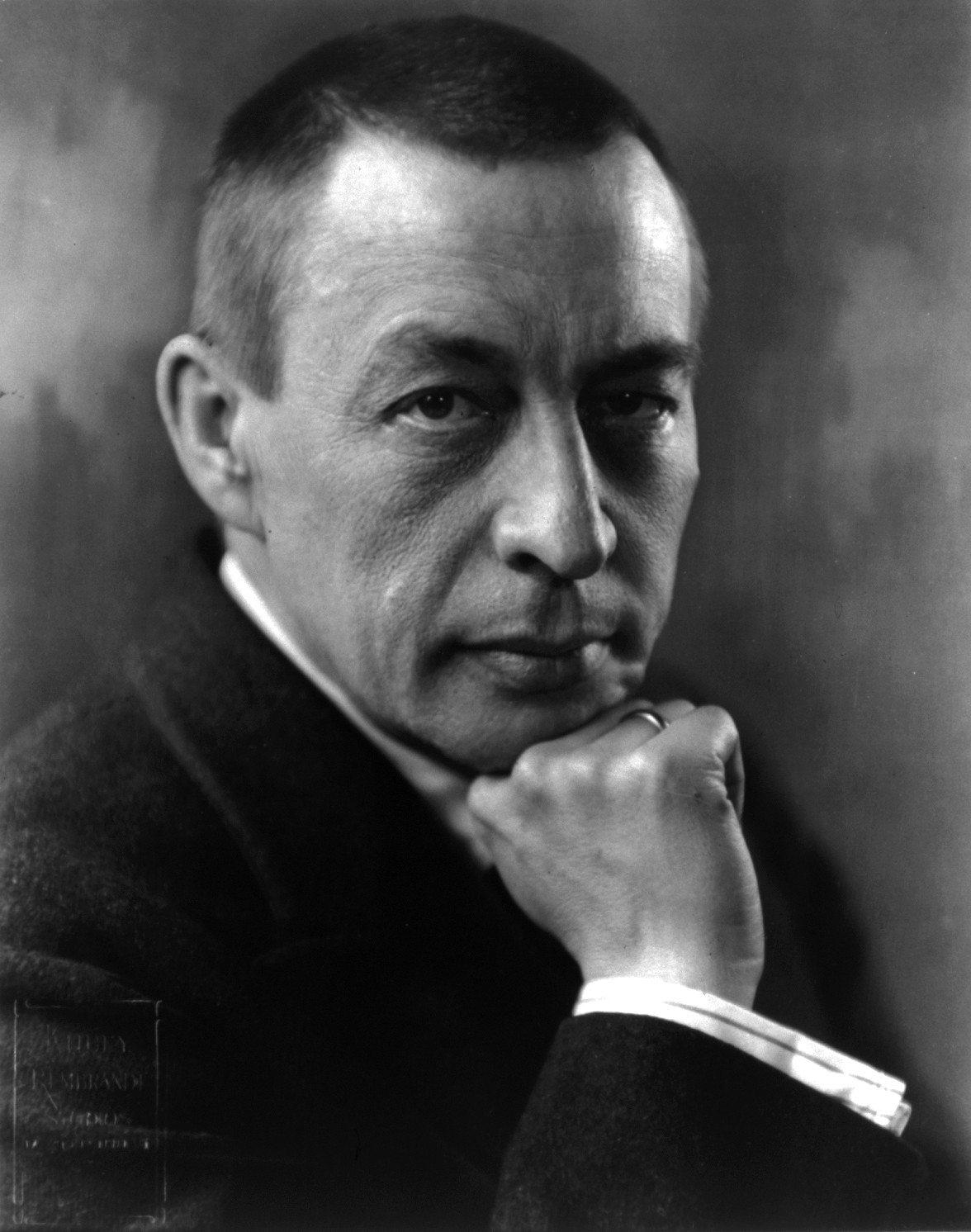
作曲家・ピアニストセルゲイ・ラフマニノフ(1873-1943)誕生。ピアノ協奏曲第2番は、映画音楽として多くの作品に採用されている。

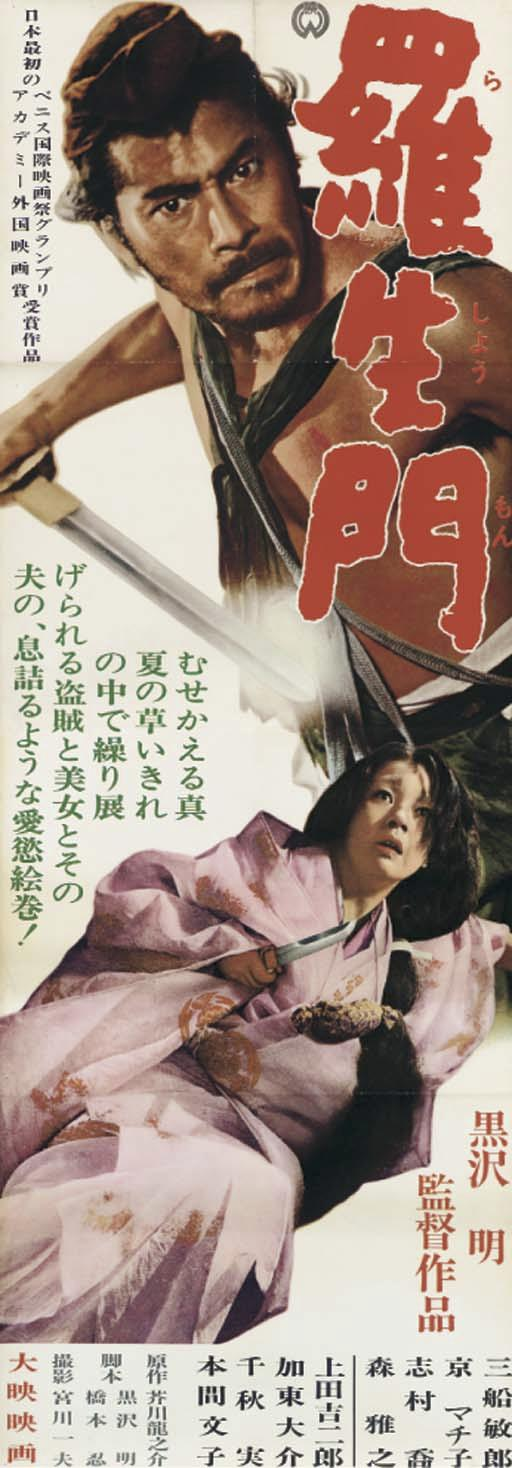
「世界のミフネ」の異名を取った俳優三船敏郎(1920-1997)誕生。画像は『羅生門』(1950)

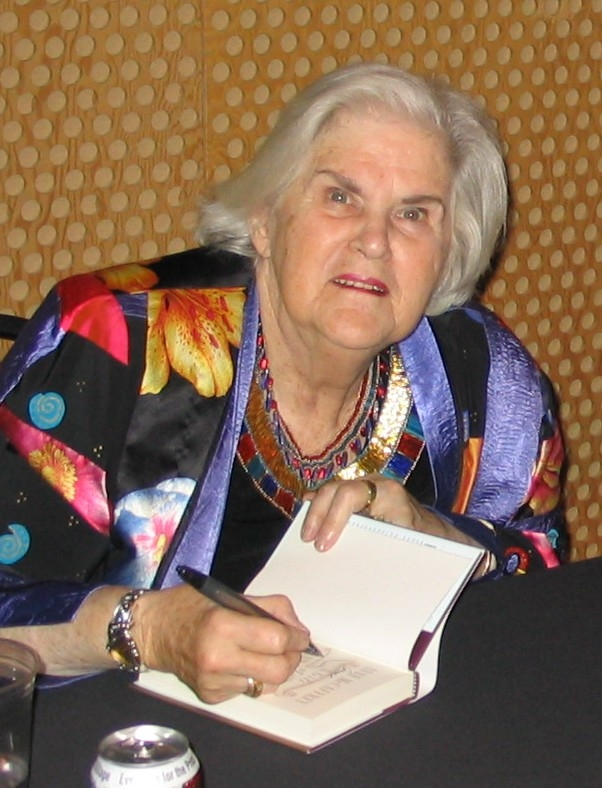
SF作家アン・マキャフリイ(1926-2011)誕生。代表作『Dragonriders of Pern（パーンの竜騎士）』

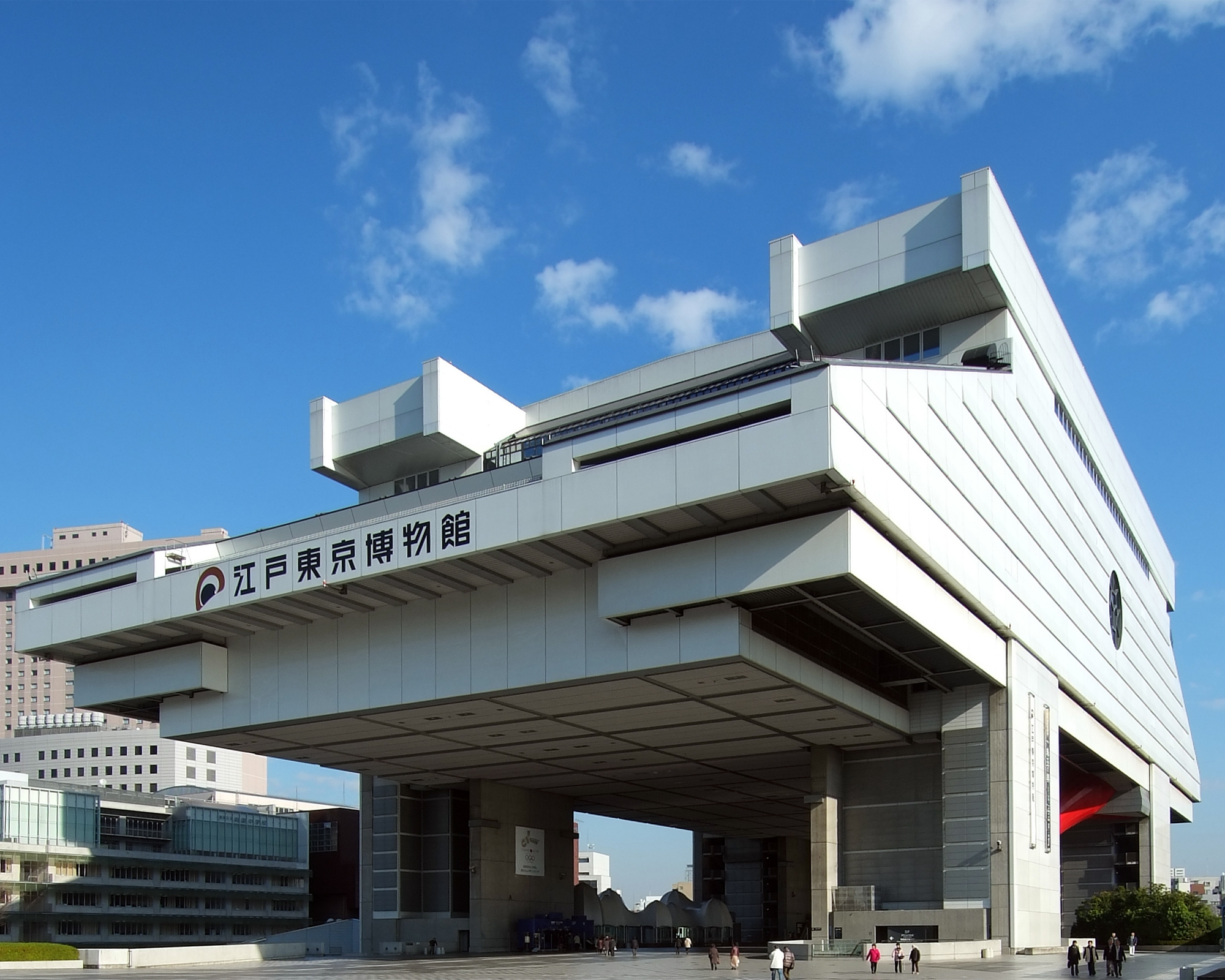
建築家菊竹清訓(1928-2011)誕生。画像は東京都江戸東京博物館。

- 1220年（承久2年2月26日） - 後嵯峨天皇、第88代天皇（+ 1272年）
- 1578年 - ウイリアム・ハーベー、医学者（+ 1657年）
- 1647年 - ジョン・ウィルモット、詩人（+ 1680年）
- 1697年 - アントワーヌ・フランソワ・プレヴォ、小説家（+ 1763年）
- 1712年（正徳2年2月26日） - 小笠原長興、初代安志藩主（+ 1786年）
- 1753年 - ジョゼフ・ド・メーストル、思想家（+ 1821年）
- 1755年 - ジャン・アンテルム・ブリア＝サヴァラン、政治家、法律家、著者（+ 1826年）
- 1776年 - ソフィ・ジェルマン、数学者（+ 1831年）
- 1809年（ユリウス暦3月20日） - ニコライ・ゴーゴリ、小説家、劇作家（+ 1852年）
- 1815年 - オットー・フォン・ビスマルク、プロイセン首相、ドイツ帝国初代宰相（+ 1898年）
- 1839年 - 井上頼圀、国学者（+ 1914年）
- 1840年 - イラリオン・プリャニシニコフ、画家（+ 1894年）
- 1842年 - エドムント・ノイペルト、ピアニスト、作曲家（+ 1888年）
- 1847年（弘化4年2月16日） - 北白川宮能久親王、皇族、陸軍軍人（+ 1895年）
- 1848年（嘉永元年2月28日） - 堀田正養、第9代宮川藩主・子爵（+ 1911年）
- 1855年（安政2年2月15日） - 大井玄洞、薬学者（+ 1930年）
- 1861年（文久元年2月22日） - 加藤友三郎、第21代内閣総理大臣（+ 1923年）
- 1865年 - リヒャルト・ジグモンディ、化学者（+ 1929年）
- 1866年 - フェルッチョ・ブゾーニ、作曲家、ピアニスト、指揮者（+ 1924年）
- 1868年 - エドモン・ロスタン、劇作家（+ 1918年）
- 1873年（ユリウス暦3月20日） - セルゲイ・ラフマニノフ、作曲家、ピアニスト（+ 1943年）
- 1878年 - カール・シュテルンハイム、作家（+ 1942年）
- 1883年 - ロン・チェイニー、俳優（+ 1930年）
- 1885年 - ウォーレス・ビアリー、俳優（+ 1949年）
- 1887年 - レナード・ブルームフィールド、言語学者（+ 1949年）
- 1889年 - 木村庄之助 (21代)、大相撲立行司（+ 1970年）
- 1892年 - 大ノ里萬助、大相撲力士（+ 1938年）
- 1893年 - 丹羽保次郎、電気工学者（+ 1975年）
- 1897年 - 我妻栄、法学者（+ 1973年）
- 1897年 - 中村琢二、洋画家（+ 1988年）
- 1897年 - ニタ・ナルディ、女優（+ 1961年）
- 1898年 - 小野アンナ、ヴァイオリニスト（+ 1979年）
- 1902年 - 福田一、政治家（+ 1997年）
- 1903年 - 石原幹市郎、政治家（+ 1989年）
- 1903年 - 村山リウ、評論家（+ 1994年）
- 1903年 - ベルトラメリ能子、声楽家、ソプラノ歌手（+ 1973年）
- 1904年 - 竹中郁、詩人（+ 1982年）
- 1904年 - 長崎抜天、漫画家（+ 1981年）
- 1906年 - 小松芳喬、経済学者、社会経済史学者（+ 2000年）
- 1907年 - 犬養孝、万葉学者（+ 1998年）
- 1908年 - アブラハム・マズロー、心理学者（+ 1970年）
- 1909年 - 森熊猛[24]、漫画家（+ 2004年）
- 1909年 - 安井琢磨、経済学者（+ 1995年）
- 1910年 - 小川正太郎、野球選手（+ 1980年）
- 1912年 - 長谷川峻、政治家（+ 1992年）
- 1912年 - 前川八郎、元プロ野球選手（+ 2010年）
- 1913年 - 鈴木聞多、短距離走選手（+ 1939年）
- 1914年 - 山茶花究、俳優（+ 1971年）
- 1915年 - 波平暁男、歌手（+ 1983年）
- 1915年 - 直井潔、小説家（+ 1997年）
- 1915年 - 鈴木鶴雄、プロ野球選手（+ 没年不詳）
- 1917年 - 内海倫、官僚（+ 2012年）
- 1919年 - ホルスト＝ギュンター・フォン・ファッソング、エース・パイロット（+ 1945年）
- 1919年 - ジョセフ・マレー、医学者（+ 2012年）
- 1920年 - 細谷千博、国際政治学者、一橋大学名誉教授、国際大学名誉教授（+ 2011年）
- 1920年 - 三船敏郎、映画俳優（+ 1997年）
- 1920年 - 村山三男、映画監督（+ 1979年）
- 1921年 - 滝平二郎、切り絵画家、版画家（+ 2009年）
- 1922年 - 元良誠三、船舶工学者 (+ 2020年)
- 1922年 - 土田國保、警察官僚（+ 1999年）
- 1922年 - アラン・パリス、計算機科学者（+ 1990年）
- 1924年 - 益子かつみ、漫画家（+ 1971年）
- 1925年 - 石田一雄、阪神電気鉄道常務取締役（+ 1985年）
- 1926年 - 升味準之輔、政治学者（+ 2010年）
- 1926年 - アン・マキャフリイ、SF作家、ファンタジー作家（+ 2011年）
- 1927年 - エイモス・ミルバーン、歌手、ピアニスト（+ 1980年）
- 1927年 - ジャック・マイヨール、フリーダイバー（+ 2001年）
- 1928年 - 古在由秀、天文学者（+ 2018年）
- 1928年 - 水谷幸正、仏教学者、佛教大学元学長、浄土宗元宗務総長（+ 2014年）
- 1928年 - 菊竹清訓、建築家（+ 2011年）
- 1928年 - 塩沢とき、女優（+ 2007年）
- 1929年 - ミラン・クンデラ、小説家（+ 2023年）
- 1930年 - 武敬子、テレビプロデューサー（+ 2019年）
- 1930年 - 木村尚三郎、西洋史学者、東京大学・静岡文化芸術大学名誉教授（+ 2006年）
- 1931年 - 吉田直哉、演出家（+ 2008年）
- 1932年 - 古川智映子、作家（+ 2024年）
- 1932年 - 大戸雄記、元プロ野球選手（+ 2018年）
- 1932年 - デビー・レイノルズ、女優、歌手（+ 2016年）
- 1933年 - 石原藤夫、SF作家
- 1933年 - 田辺洋二、言語学者、英語教育学者
- 1933年 - クロード・コーエン＝タヌージ、物理学者
- 1933年 - ダン・フレイヴィン、ミニマリズム芸術家（+ 1996年）
- 1934年 - 坂口力、政治家
- 1934年 - 後藤修、元プロ野球選手（+ 2019年）
- 1936年 - 若松孝二、映画監督（+ 2012年）
- 1937年 - 瓦力、政治家（+ 2013年）
- 1937年 - 会田豊彦、元プロ野球選手（+ 2012年）
- 1938年 - 近藤昭仁、元プロ野球選手、監督（+ 2019年）
- 1938年 - 青木昌彦、経済学者（+ 2015年）
- 1939年 - 髙木茂、実業家、元三菱地所社長
- 1939年 - アリ・マッグロー、女優
- 1939年 - フィル・ニークロ、元プロ野球選手（+ 2020年）
- 1940年 - ワンガリ・マータイ、環境保護活動家（+ 2011年）
- 1940年 - 矢部喜正、循環器病医学者（+ 2005年）
- 1941年 - 伊藤エミ、歌手（ザ・ピーナッツ）（+ 2012年）
- 1941年 - 伊藤ユミ、歌手（ザ・ピーナッツ）（+ 2016年）
- 1941年 - 阿部豪一、洋画家
- 1941年 - 浜田輝男、実業家、AIRDO創業者（+ 2000年）
- 1942年 - サミュエル・R・ディレイニー、SF作家
- 1943年 - マリオ・ボッタ、建築家
- 1944年 - 倉石功、俳優
- 1944年 - 佐野嘉幸、元プロ野球選手
- 1944年 - 石山修武、建築家
- 1944年 - ウラジミール・クライネフ、ピアニスト、音楽教師（+ 2011年）
- 1944年 - 矢野悦子、スタイリスト
- 1944年 - ラウラ・トスカーノ、脚本家、小説家（+ 2009年）
- 1946年 - 二川一彦、胎内被爆者
- 1946年 - アリゴ・サッキ、サッカー選手、指導者
- 1948年 - 山口千枝、元女優
- 1948年 - ジミー・クリフ、レゲエミュージシャン
- 1948年 - 加藤典洋、文芸評論家（+ 2019年）
- 1949年 - 星田良子、TVドラマディレクター
- 1949年 - 絓秀実、文芸評論家
- 1950年 - 高木政夫、政治家、第17代群馬県前橋市長
- 1951年 - 小川誠子、女流囲碁棋士（+ 2019年）
- 1952年 - 海原純子、医学者、エッセイスト、歌手
- 1952年 - アネット・オトゥール、女優
- 1952年 - ベルナール・スティグレール、哲学者（+ 2020年）
- 1953年 - 渡邉芳樹、厚生・厚生労働官僚、元在スウェーデン日本国大使館特命全権大使
- 1953年 - バリー・ソネンフェルド、映画監督
- 1953年 - アルベルト・ザッケローニ、元サッカー選手、指導者
- 1954年 - 平沢進、ミュージシャン
- 1954年 - 林裕人、料理人、パティシエ
- 1954年 - 林真理子、小説家
- 1954年 - ジャンカルロ・アントニョーニ、元サッカー選手
- 1954年 - ジェフ・ポーカロ、ミュージシャン（+ 1992年）
- 1955年 - 岡村猛、アマチュア野球指導者
- 1956年 - 奥友志津子、漫画家
- 1957年 - 姚濱、フィギュアスケート選手
- 1958年 - 川上弘美、小説家
- 1958年 - 杉浦文夫、経済評論家（+ 2016年）
- 1959年 - 西尾大介、アニメ監督、プロデューサー
- 1959年 - 難波奨二、政治家
- 1959年 - 河上敬也、野球指導者
- 1959年 - ヘルムート・ドゥカダム、サッカー選手（+ 2024年）
- 1959年 - クリスティアン・ティーレマン、指揮者
- 1961年 - 高橋克実、俳優
- 1961年 - 羽場裕一、俳優
- 1961年 - スーザン・ボイル、歌手
- 1967年 - 相原勇、タレント
- 1967年 - 鷲尾いさ子、女優
- 1967年 - 海津富美代、元卓球選手
- 1968年 - 柴草玲、シンガーソングライター、キーボード奏者
- 1968年 - ユリオカ超特Q、お笑いタレント
- 1968年 - 立迫文明、漫画家
- 1968年 - 武田良太、政治家
- 1968年 - 桑田真澄、元プロ野球選手
- 1969年 - 関川浩一、元プロ野球選手
- 1971年 - 伊藤智恵理、歌手
- 1971年 - 中野信治、レーシングドライバー
- 1972年 - 登龍亭幸福、落語家
- 1972年 - 谷村まりか、漫画家
- 1973年 - 八木沼純子、スポーツコメンテーター、プロフィギュアスケート選手
- 1973年 - クリスティアーノ・ドニ、元サッカー選手
- 1974年 - 鈴森勘司、声優
- 1974年 - モモイヒトミ、シンガーソングライター、ピアニスト、キーボーディスト
- 1974年 - パオロ・ベッティーニ、自転車プロロードレース選手
- 1975年 - 脇阪薫一、レーシングドライバー
- 1975年 - 今井陽子、女優、モデル
- 1975年 - 鈴木裕美子、声優
- 1975年 - 石渡嶺司、大学ジャーナリスト
- 1976年 - クラレンス・セードルフ、元サッカー選手、指導者
- 1976年 - デヴィッド・オイェロウォ、俳優
- 1977年 - ビクトー・ベウフォート、総合格闘家
- 1978年 - オルガ・シャルテンコ、フィギュアスケート選手
- 1979年 - チュウ、ミュージシャン、ドラム奏者（月光グリーン）
- 1979年 - イヴァノ・バリッチ、ハンドボール選手
- 1979年 - ジア・ルイス＝スモールウッド、陸上競技選手
- 1980年 - YUMIKO、作詞家、作曲家、歌手、音楽プロデューサー、ボイストレーナー
- 1980年 - ランディ・オートン、プロレスラー
- 1980年 - ヤセール・ゴメス、野球選手
- 1980年 - ヴァレリー・マルコー、フィギュアスケート選手
- 1980年 - 竹内結子、女優（+ 2020年）
- 1981年 - KEI、漫画家、イラストレーター
- 1981年 - 細川慎弥、レーシングドライバー
- 1981年 - ハンナ・スピアリット、女優、歌手、ファッションモデル
- 1982年 - 三間はるな、声優、ナレーター
- 1982年 - MATSUDA98、漫画家、イラストレーター
- 1982年 - アンドレアス・トルキルドセン、陸上競技選手
- 1983年 - 甲田良美、プロゴルファー
- 1983年 - ジョン・アックスフォード、プロ野球選手
- 1984年 - 神田咲実、ファッションモデル
- 1984年 - 近藤さや香、キャスター、タレント（元SDN48）
- 1985年 - 張ヶ谷順子、ボウリング選手
- 1985年 - 柴崎邦博、元サッカー選手
- 1986年 - Shunn、歌手
- 1986年 - 中村友梨香、元陸上競技選手
- 1986年 - ひるちゃん、お笑いタレント（インポッシブル）
- 1987年 - ジョシュ・ショート、プロ野球選手
- 1989年 - 浦彩恵子、歌手
- 1989年 - 大野雄大、歌手、パフォーマー（Da-iCE）
- 1989年 - 杉本有美、ファッションモデル
- 1989年 - クリス・ウィズロウ、プロ野球選手
- 1989年 - 森本サイダー、お笑いタレント
- 1990年 - 伊藤恭子、バスケットボール選手
- 1991年 - 塚田健太、俳優、ファッションモデル
- 1991年 - 本仮屋リイナ、アナウンサー
- 1991年 - 友永翔太、元プロ野球選手
- 1991年 - シーザー・プエロ、プロ野球選手
- 1991年 - ドゥバン・サパタ、サッカー選手
- 1992年 - 篠塚麻衣、陸上競技選手
- 1992年 - アルノシュト・ドゥボビー、野球選手
- 1993年 - 岡本圭人、俳優、タレント（元Hey! Say! JUMP）
- 1993年 - 柴田阿弥、キャスター、タレント（元SKE48）
- 1993年 - 山本昌子、学校講師、講演、社会活動家
- 1993年 - ニコ・シュルツ、サッカー選手
- 1994年 - Emma、ファッションモデル
- 1995年 - 浦谷はるな、元アイドル（元WHY@DOLL）
- 1997年 - アレックス・パロウ、レーシングドライバー
- 1997年 - 丸山礼、お笑いタレント
- 1998年 - 日高優月、アイドル（元SKE48）
- 1998年 - 鈴木ことね、タレント、グラビアアイドル
- 1998年 - 酒井大成、俳優
- 1999年 - 宇野友恵、アイドル（RYUTist）
- 1999年 - emma、女優
- 2000年 - 岸本ゆめの、歌手、アイドル（元つばきファクトリー）
- 2000年 - 柊くるみ、プロレスラー
- 2001年 - 若谷拓海、サッカー選手
- 2006年 - 松島かのん、タレント、グラビアアイドル
- 2008年 - 舟橋礼菜、アイドル（NMB48）
- 2014年 - 高木波瑠、子役
- 生年不詳 - ラメリィ、Youtuber
- 生年不詳 - 新井千夏[25]、モデル、レースクイーン
- 生年不詳 - 襟川麻衣子[26]、声優
- 生年不詳 - 立花十四朗[27]、声優
- 生年不詳 - 四月一日佳穂、元声優
- 生年不詳 - 和泉かねよし、漫画家
- 生年不詳 - 紺野けい子、漫画家
- 生年不詳 - 佐久間智代、漫画家
- 生年不詳 - 塚本やよい[28]、漫画家
- 生年不詳 - 花野リサ、漫画家

### 人物以外（動物など）
- 1764年 - エクリプス、サラブレッド三大始祖の1頭（+ 1789年）
- 1977年 - モンテプリンス、競走馬（+ 2002年）
- 1979年 - ハギノカムイオー、競走馬（+ 2013年）
- 1988年 - アースサミット、競走馬（+ 2005年）
- 1997年 - アッミラーレ、競走馬
- 1999年 - サクセスビューティ、競走馬（+ 2018年）
- 2001年 - ヤマニンシュクル、競走馬
- 2013年 - レインボーライン、競走馬
- 2015年 - モズスーパーフレア、競走馬
- 2017年 - コントレイル、競走馬
- 2019年 - アスクビクターモア、競走馬（+ 2023年）

## 忌日

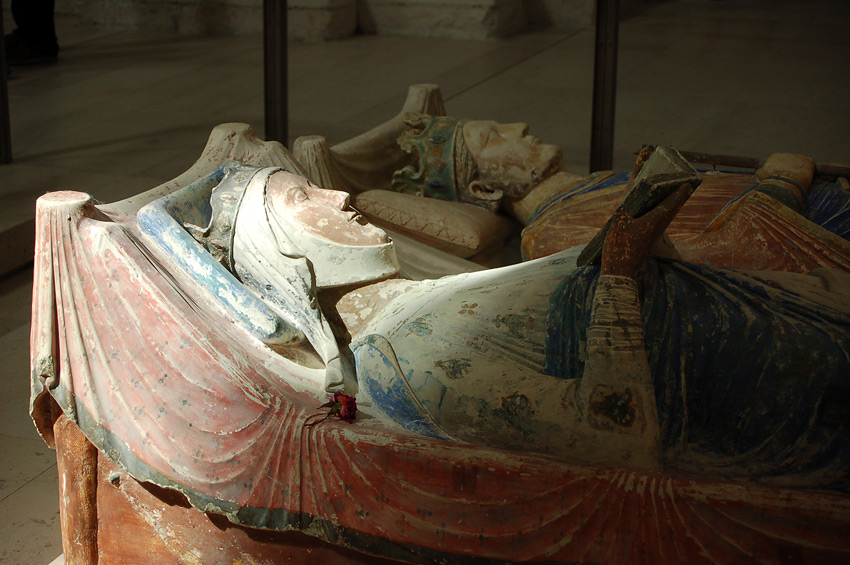
フランス王妃・イングランド王妃、アリエノール・ダキテーヌ(1122-1204)没。

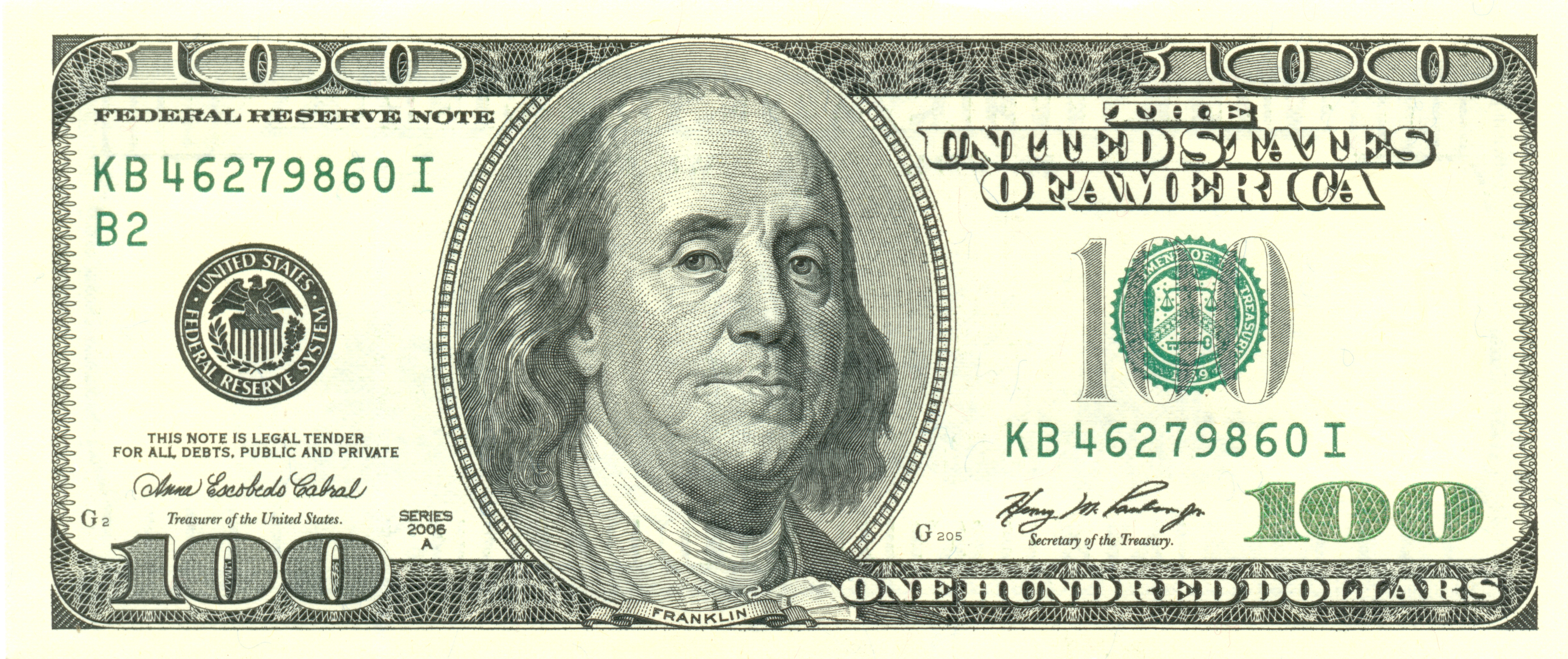
肖像画家ジョゼフ・デュプレシ(1725-1802)没。画像はデュプレシの肖像画が原画となったベンジャミン・フランクリンの100ドル札。

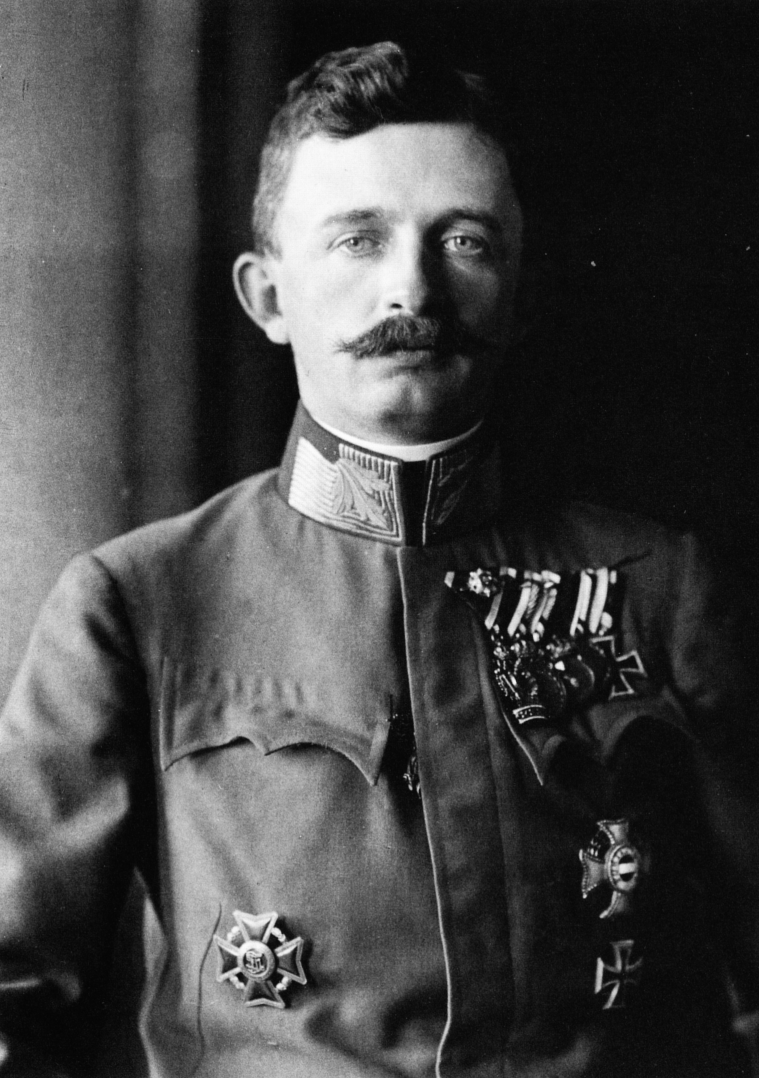
オーストリア＝ハンガリー帝国最後の皇帝カール1世(1887-1922)没。

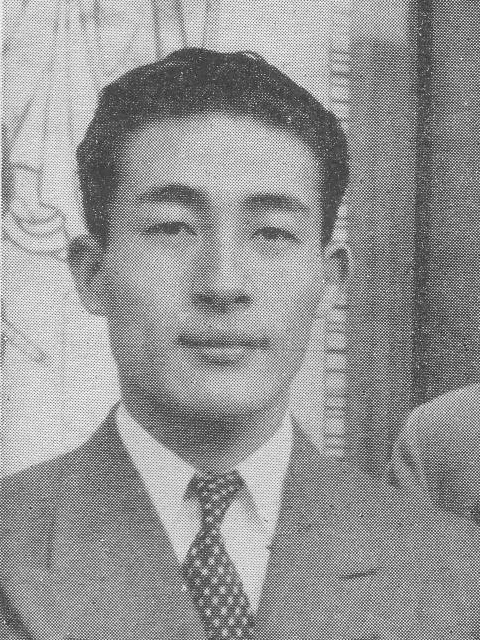
歌舞伎俳優、日本舞踊家坂東三津五郎 (9代目)(1929-1999)没。

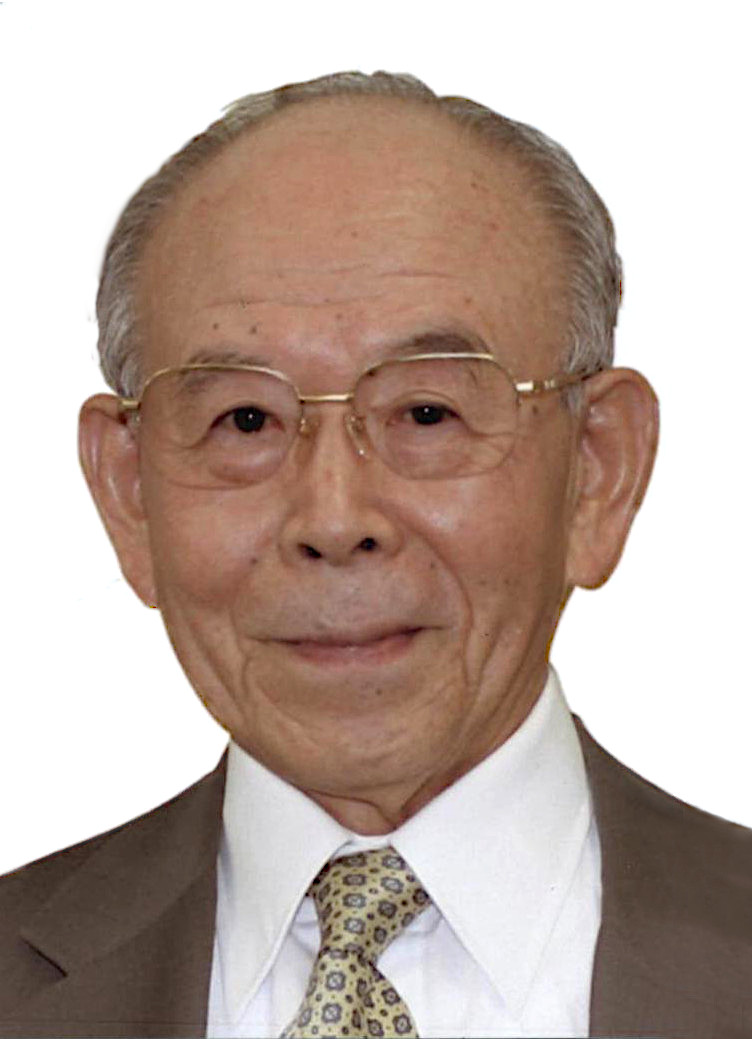
物理学者赤﨑勇(1929-2021)没。2014年『高輝度青色発光ダイオードの発明』で、天野浩、中村修二と共にノーベル物理学賞を受賞。

- 1085年（元豊8年3月10日） - 神宗、北宋の第6代皇帝（* 1048年）
- 1204年 - アリエノール・ダキテーヌ、アキテーヌ女公（* 1122年）
- 1528年 - フランシスコ・デ・ペニャローサ、作曲家（* 1470年頃）
- 1548年 - ジグムント1世、ポーランド王、リトアニア大公（* 1467年）
- 1580年 - アロンソ・ムダーラ、作曲家（* 1510年頃）
- 1607年（慶長12年3月5日） - 松平忠吉、清洲城主、徳川家康の四男（* 1580年）
- 1621年 - クリストファーノ・アローリ、画家（* 1577年）
- 1637年（寛永14年3月6日） - 丹羽長重、戦国武将、白川藩主（* 1571年）
- 1788年 - アントニオ・ゴンサレス・ルイス（スペイン語版）、画家（* 1711年）
- 1802年 - ジョゼフ・デュプレシ、画家（* 1725年）
- 1835年 - バルトロメオ・ピネッリ（イタリア語版）、彫刻家、画家、陶芸家（* 1781年）
- 1863年（文久3年2月14日） - 伏原宣明、江戸時代の公卿、儒学者（* 1790年）
- 1863年 - ヤコブ・シュタイナー、数学者（* 1796年）
- 1869年 - アレクサンダー・ドライショク、ピアニスト、作曲家（* 1818年）
- 1872年 - フーゴー・フォン・モール、植物学者（* 1805年）
- 1876年 - フィリップ・マインレンダー、詩人、哲学者（* 1841年）
- 1890年 - アレクサンドル・モジャイスキー、航空技術者（* 1825年）
- 1901年 - フランソワ＝マリー・ラウール（フランス語版）、化学者、ラウールの法則を立証（* 1830年）
- 1910年 - アンドレアス・アッヒェンバッハ、画家（* 1815年）
- 1914年 - ルーブ・ワッデル、プロ野球選手（* 1876年）
- 1917年 - スコット・ジョプリン、作曲家（* 1868年）
- 1922年 - カール1世、オーストリア＝ハンガリー帝国最後の皇帝（* 1887年）
- 1924年 - スタンリー・ローリー、陸上競技選手（* 1876年）
- 1926年 - シャルル・アングラン、画家（* 1854年）
- 1929年 - チャールズ・ベンハム（英語版）、ジャーナリスト、作家、ベンハムの独楽発明者（* 1860年）
- 1930年 - コジマ・ワーグナー、作曲家リヒャルト・ワーグナーの妻（* 1837年）
- 1940年 - ジョン・アトキンソン・ホブソン、経済学者（* 1858年）
- 1942年 - 白鳥庫吉、東洋史学者（* 1865年）
- 1945年 - 足立文太郎、解剖学者（* 1865年）
- 1945年 - 小川郷太郎、経済学者、政治家（* 1876年）
- 1945年 - 高野百介、プロ野球選手（* 1912年）
- 1946年 - 桑野通子、女優（* 1915年）
- 1947年 - ゲオルギオス2世、ギリシャ王（* 1890年）
- 1947年 - 森田愛子、俳人（* 1917年）
- 1948年 - 三土忠造、政治家、第64代内務大臣、第4代運輸大臣、第11代鉄道大臣、第34代逓信大臣、第29代大蔵大臣、第35代文部大臣（* 1871年）
- 1952年 - モルナール・フェレンツ、劇作家、小説家（* 1878年）
- 1958年 - 香月弘美、女優、元宝塚歌劇団月組娘役（* 1936年）
- 1962年 - 西東三鬼、俳人（* 1900年）
- 1965年 - ヘレナ・ルビンスタイン、実業家（* 1872年）
- 1968年 - レフ・ランダウ、物理学者（* 1908年）
- 1971年 - キャスリーン・ロンズデール、結晶学者（* 1903年）
- 1973年 - 横山操、画家（* 1920年）
- 1975年 - 野崎欣一郎、政治家、元滋賀県知事（* 1922年）
- 1976年 - マックス・エルンスト、画家（* 1891年）
- 1976年 - ロジェ・リヴィエール、元自転車競技選手（* 1936年）
- 1980年 - 五味康祐、小説家（* 1921年）
- 1984年 - 梶野悳三、小説家（* 1901年）
- 1984年 - マーヴィン・ゲイ、ソウル・R&B歌手（* 1939年）
- 1985年 - 林竹二、教育哲学者（* 1906年）
- 1987年 - アンリ・コシェ、テニス選手（* 1901年）
- 1987年 - 春日照代、漫才師（* 1935年）
- 1988年 - 鶴田知也、小説家（* 1902年）
- 1988年 - 成田理助、野球評論家（* 1909年）
- 1991年 - マーサ・グレアム、舞踏家、振付師（* 1894年）
- 1992年 - 山橋敬一郎、官僚、政治家、元神奈川県小田原市長（* 1925年）
- 1993年 - ソリー・ズッカーマン、動物学者（* 1904年）
- 1994年 - ロベール・ドアノー、写真家（* 1912年）
- 1996年 - 渡邊行雄、政治家、元倉敷市長（* 1931年）
- 1996年 - ジョン・マクシェリー、メジャーリーグ審判員（* 1944年）
- 1999年 - 熊谷典文、官僚、元住友金属工業社長（* 1915年）
- 1999年 - 持永只仁、アニメーション監督（* 1919年）
- 1999年 - 坂東三津五郎 （9代目）、歌舞伎役者、俳優（* 1929年）
- 2001年 - チン・コン・ソン、シンガーソングライター（* 1939年）
- 2002年 - シモ・ヘイヘ、軍人、狙撃手（* 1905年）
- 2003年 - 鯨岡兵輔、政治家、第12代環境庁長官（* 1915年）
- 2003年 - レスリー・チャン（張國榮）、歌手、俳優（* 1956年）
- 2004年 - 中谷一郎、俳優（* 1930年）
- 2004年 - キャリー・スノッドグレス、女優（* 1945年）
- 2005年 - 河合弘廸、化学者、京都大学名誉教授（* 1919年）
- 2005年 - 頭師孝雄、俳優（* 1946年）
- 2006年 - 松平勇雄、政治家（* 1907年）
- 2006年 - アイ高野、歌手（* 1951年）
- 2006年 - 松本竜助、お笑いタレント（* 1956年）
- 2007年 - 石丸俊彦、法学者、元東京高等裁判所総括判事（* 1924年）
- 2008年 - 橋本嘉幸、薬学博士、元共立薬科大学理事長（* 1930年）
- 2010年 - ジョン・フォーサイス、俳優（* 1918年）
- 2010年 - ザンニス・ザンネタキス、政治家、元ギリシャ首相（* 1927年）
- 2010年 - 第28代木村庄之助、元大相撲立行司（* 1928年）
- 2010年 - 行平次雄、実業家、元山一證券社長（* 1931年）
- 2010年 - ユーリ・マスリュコフ、政治家（* 1937年）
- 2010年 - エド・ロバーツ、コンピュータ開発者・技術者（* 1941年）
- 2011年 - 小淵泰輔、プロ野球選手（* 1935年）
- 2012年 - 武川忠一、歌人、早稲田大学名誉教授（* 1919年）
- 2012年 - 森亘、病理学者、元東京大学総長（* 1926年）
- 2012年 - 東郷健、社会運動家（* 1932年）
- 2012年 - ミゲル・デ・ラ・マドリ・ウルタード、政治家、元メキシコ大統領（* 1934年）
- 2013年 - 沼波輝枝、女優、声優（* 1923年）
- 2013年 - モーゼス・ブラ、政治家、元リベリア大統領（* 1947年）
- 2014年 - ジャック・ル・ゴフ、中世史家（* 1924年）
- 2014年 - 和栗雄太郎、機械工学者、九州大学名誉教授（* 1928年）
- 2014年 - 小黒恵子、詩人、童話作家（* 1928年）
- 2014年 - 筑紫あけみ、女優（* 1933年）
- 2015年 - 大川ミサヲ、スーパーセンテナリアン（* 1898年）
- 2015年 - 栗山尚一、外交官（* 1931年）
- 2015年 - 山岸一雄、料理人、ラーメン店東池袋大勝軒創業者（* 1934年）
- 2015年 - 安原達佳、プロ野球選手（* 1936年）
- 2015年 - シンシア・レノン、作家、ジョン・レノンの前妻（* 1939年）
- 2016年 - ジェフ・ポーツ、プロレスラー（* 1934年）
- 2017年 - 金宗吉、詩人（* 1926年）
- 2017年 - 林屋晴三、陶磁器研究家（* 1928年）
- 2017年 - 梯郁太郎、技術者・実業家、エース電子工業・ローランド・ATVの創業者（* 1930年）
- 2017年 - 宇野重昭、政治学者、成蹊大学名誉教授、島根県立大学名誉学長・同大学名誉教授（* 1930年）
- 2017年 - エフゲニー・エフトゥシェンコ、詩人、作家（* 1932年）
- 2018年 - 平山美智子、ソプラノ歌手（* 1923年）
- 2018年 - エフライン・リオス・モント、軍人、政治家、第26代グアテマラ大統領（* 1926年）
- 2018年 - ミシェル・セネシャル、テノール歌手（* 1927年）
- 2018年 - スティーブン・ボチコ、脚本家、テレビプロデューサー（* 1943年）
- 2018年 - アビハイ・ロンツキ、軍人、宗教指導者（* 1951年）
- 2018年 - 剛しいら[29]、小説家（* 生年不詳）
- 2019年 - ラファエル・サンチェス・フェルロシオ、小説家、エッセイスト（* 1927年）
- 2019年 - カラベリ、作曲家、指揮者（* 1930年）
- 2019年 - 楊井立夫、実業家、元岩谷産業社長（* 1934年）
- 2019年 - ヴォンダ・マッキンタイア、小説家（* 1948年）
- 2020年 - 山西義政、実業家、イズミ創業者（* 1922年）
- 2020年 - 片岡曻、法学者、京都大学名誉教授（* 1925年）
- 2020年 - 都築忠七、社会思想史研究者、一橋大学名誉教授（* 1926年）
- 2020年 - 竹本成徳、実業家、元日本生活協同組合連合会会長（* 1931年）
- 2020年 - ヌル・ハッサン・フセイン、政治家、第11代ソマリア首相（* 1938年）
- 2021年 - 赤﨑勇、物理学者、名古屋大学特別栄誉終身教授、ノーベル物理学賞受賞者（* 1929年）
- 2022年 - 辻二郎、化学者、東京工業大学栄誉教授（* 1927年）
- 2022年 - 見田宗介、社会学者、東京大学名誉教授（* 1937年）
- 2022年 - 吉野浩行、自動車エンジニア・実業家、元本田技研工業社長（* 1939年）
- 2022年 - 高見健一、英語文化学者（* 1952年）
- 2023年 - 田本憲吾、政治家、元北海道帯広市長（* 1929年）
- 2023年 - ケン・ブキャナン、元プロボクサー、元WBA・WBC統一世界ライト級王者（* 1945年）
- 2023年 - 羅志軍、官僚、政治家、元南京市長（* 1951年）
- 2023年 - クラウス・トイバー、ボードゲームデザイナー（* 1952年）
- 2023年 - 櫛田泰道、声優（* 1976年）
- 2024年 - 大熊徹、国語教育学者、東京学芸大学名誉教授（* 1948年）

- 2025年 - 柴田明徳、建築構造学者、東北大学・東北文化学園大学名誉教授（* 1936年）
- 2025年 - ジョニー・ティロットソン、歌手（* 1938年）
- 2025年 - ヴァル・キルマー、俳優（* 1959年）
- 2025年 - レアンドロ・ドミンゲス、サッカー選手（* 1983年）

### 人物以外（動物など）
- 2019年 - ウオッカ、競走馬（* 2004年）

## 記念日・年中行事
- エイプリルフール（ 世界）

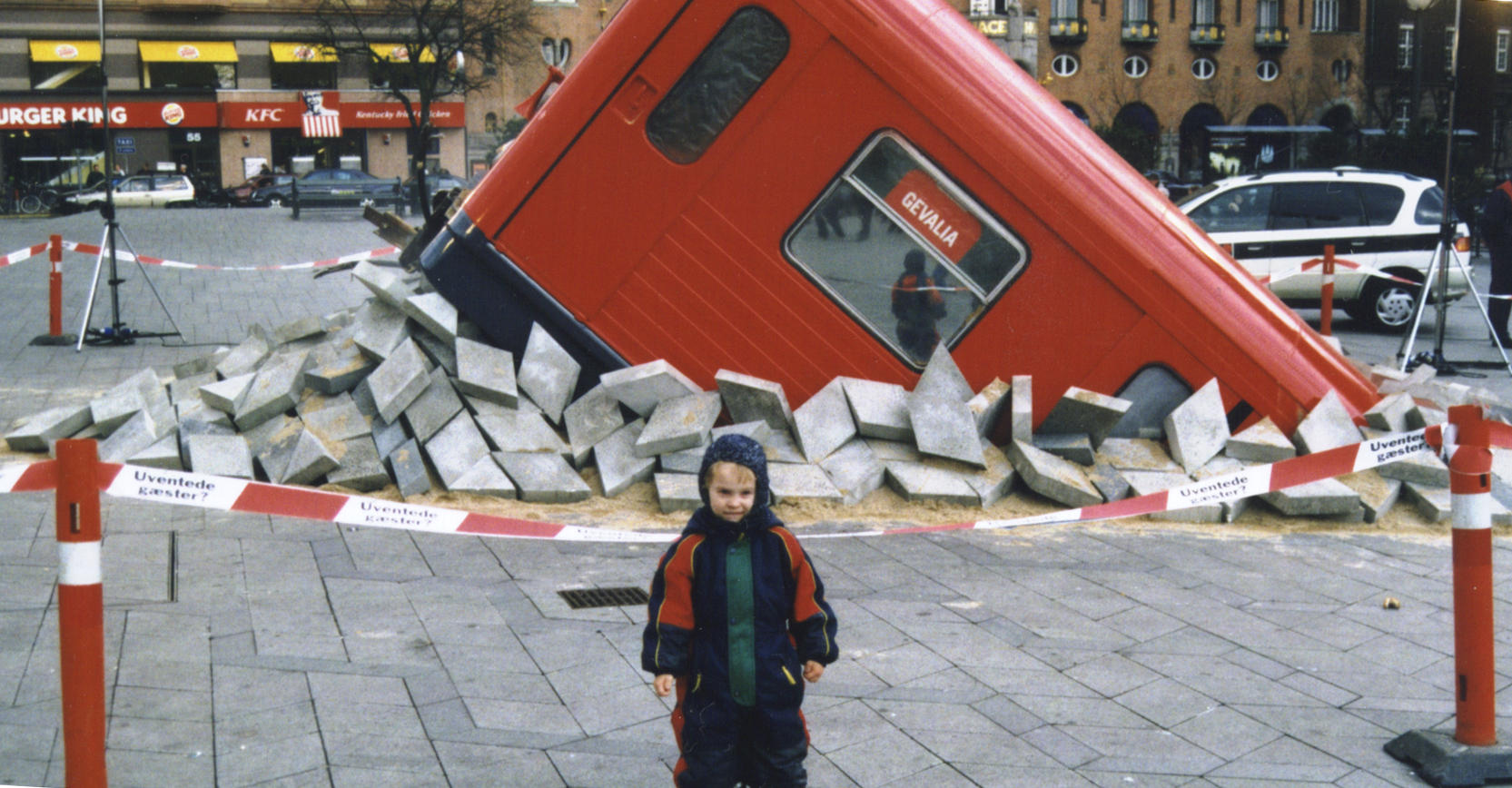
エイプリルフール。画像はスウェーデンでのいたずら。

- 綿抜（わたぬき）、更衣（衣替え）（ 日本）
かつては、冬の間に防寒として着物に詰めた綿を旧暦4月1日に抜いていた。ここから、 「四月一日（四月朔日）」と書いて「わたぬき」と読む姓も存在する。
- トレーニングの日（ 日本）
スポーツ用品メーカー・ミズノの直営店・エスポートミズノが1994年に制定。年度始めからトレーニングを始めようという日。
- ストラップの日（ 日本）
ストラップの販売・制作会社ストラップヤ（現・Hamee）が2009年に制定。1991年4月1日に日本初のストラップ用の穴が開けられた携帯電話「mova TZ-804」が発売されたことに由来。
- 東スポの日（ 日本）
日本のスポーツ新聞・東京スポーツ（略称・東スポ）の発行元である東京スポーツ新聞社が2022年に制定。エープリルフールを選んだ理由は、「（東スポは）日付以外はすべて誤報」という“ネタ”ではなく、1960年4月1日に東京スポーツの第1号（創刊号）が発行されたことに由来[5][30]。
- 新社会人おめでとう
サントリースピリッツが毎年この日に『新社会人おめでとう』というコラムを各新聞社の広告欄に掲載する。執筆者は伊集院静。
- その年の会計年度・学校年度（年度）が始まる日（ 日本）
  - この日生まれの人は学齢期の法制度における「早生まれ」となる。早生まれとなる最後の日であり、当該年の年度であると同時に早生まれでもある唯一の日である。4月1日が早生まれになる根拠については下記を参照。

## 4月1日生まれと「早生まれ」
日本においては、学校教育法第17条の規定により、学齢期が満6歳に達した日の翌日以後における最初の「学年の初め」から始まる。ここでいう「学年の初め」とは4月1日である。
また、年齢計算ニ関スル法律や民法第143条の規定により、年齢計算は誕生日前日の午後12時（=24時）に加齢することになっている。
6年前の4月1日に生まれた子どもは法律上、6歳の誕生日前日の3月31日午後12時をもって6歳となる。したがって、満6歳に達した日（3月31日）の翌日（4月1日）以後の「学年の初め」は、その年の4月1日ということになり、前年生まれの者と同じ学年に組み入れられる早生まれには、4月1日生まれの者も含まれることになる。
つまり「1学年」は4月2日生まれから翌年4月1日生まれの者で構成されることになる（学齢#早生まれ、、年齢計算ニ関スル法律#本法の適用、満年齢も参照のこと）。
同様に日本の義務教育は法律上、年度初日時点で6歳以上15歳未満（6歳から14歳まで）となっており、6年前の4月1日に生まれた人から15年前の4月2日に生まれた人までとなる。
このため、この日に生まれた人は必ず学年の中では最年少になる。
有名なのは、1968年（昭和43年）4月1日生まれで元プロ野球選手の桑田真澄であり、PL学園高等学校在学時代に同学年で1967年（昭和42年）8月18日生まれの清原和博とのKKコンビが話題になった（桑田清原世代、KKドラフト事件も参照）。